# حوت العنبر
حُوتُ العَنبَرِ (الاسم العلمي: Physeter macrocephalus) هو أحد أشهر أنواع الحيتان في العالم، وأكبر الحيتان المُسنَّنة (ذوات الأسنان). وهو النوعُ الوحيد الباقي من جنس العنبر (باللاتينية: Physeter) وأحد الأنواع الثلاثة المُنتمية إلى فصيلة حيتان العنبر (الآخران هما حوت العنبر القزمي وحوت العنبر القزم). يُشتقُّ اسم هذه الحيتان من سائلٍ شمعيّ يُعرف باسم «العنبريَّة» يوجد في رؤوسها الضخمة، كان البشر يستخرجونه لصناعة العطور والصَّابون وبعض أنواع الزيوت والمساحيق. يُعرف حوت العنبر أيضًا باسم حوت العنبر الكبير أو حوت العنبر الضخم أو مُجرَّد العنبر.
يصل مُعدَّل طول الذكور البالغة إلى 16 مترًا (52 قدمًا)، لكن قد يصل طولها إلى 20.5 مترًا (67 قدمًا)، ويُمثّلُ الرأس ثُلث طول الحيوان. تقتات حيتان العنبر على الحبَّارات العملاقة والحبَّارات الهائلة بشكلٍ رئيسيّ، وهي تغوص عميقًا حتى أعماق المحيط كي تحصل عليها، ويمكنها أن تغوص حتى عمق 3 كيلومترات (9,800 قدم) تحت سطح الماء، وبهذا فهي أعمق الثدييات غوصًا. تتواصل حيتان العنبر بواسطة صدى الطقطقات التي تُصدرها، وصوتها مُرتفع يُمكن أن تصل حدَّته إلى 230 ديسيبل تحت سطح الماء، وهي تملك صوتا أعلى من جميع الثدييات على سطح الأرض. كذلك فهي تمتلك أكبر دماغٍ بين جميع المخلوقات، ويزيد وزنه عن وزن دماغ البشر بحوالي خمس مرَّات.
حوت العنبر حيوانٌ عالميّ الانتشار، أي أنَّه ينتشر في جميع مُحيطات وبِحار العالم في مجموعاتٍ صغيرة. تعيش الإناث وصغارها في مجاميع صغيرة بعيدًا عن الذكور البالغة، وهي تتعاون مع بعضها لرعاية وحماية وإرضاع الصغار. تضعُ الأنثى صغيرًا واحدًا كُل أربع إلى عشرين سنة، وتعتني بوليدها لفترةٍ تقرب من عشر سنوات. ويعيشُ حوت العنبر فترة طويلة قد تصل إلى 70 سنة، والبالغ السليم منها لا مُفترس طبيعي له، أمَّا الصغار والحيتان الطاعنة بالسن أو المريضة فيُمكن أن تقع ضحيَّة الحيتان السفَّاحة (القاتلة أو الأُركات).
كانت هذه الحيتان هدفًا رئيسيًّا للصيَّادين منذ أوائل القرن الثامن عشر وحتى أواخر القرن العشرين، وذلك بسبب الطلب المُرتفع على مادة العنبرية الموجودة في رؤوسها والمطلوبة من قِبل مصانع المساحيق والمراهم والشمع وزيت المصابيح. بالإضافة إلى الطلب على العنبر الموجود في جهازها الهضمي، والذي يُستعمل كمُثبّت للعطور. كثيرًا ما كانت حيتان العنبر تنفذ بجلدها من بين رماح الصيَّادين وتوقع خسائر كبيرة في صفوفهم وفي سفنهم بفضل حجمها الكبير، وقد أدّى هذا إلى نشوء بعض الأساطير والروايات عنها، مثل رواية «موبي دك». تحظى حيتان العنبر حاليَّا بالحماية القانونيَّة الكاملة، وصدرت عدَّة اتفاقيَّات بين عدَّة دول أوقف بموجبها صيد هذه الحيتان في مياهها الإقليميَّة، بالإضافة لقوانين دوليَّة منعت صيدها في أعالي البحار. يُصنِّفُ الاتحاد العالمي للحفاظ على الطبيعة حيتان العنبر على أنَّها مُهددة بدرجة دُنيا.

## تسمية
اسم حوت العنبر هو حذفٌ آخر لاسم حوت العنبريَّة[بحاجة لمصدر]. وقد كانت العنبريَّة سابقًا يُعتقد بأنَّها مني الحوت، ومنها ظهر الاسم الإنكليزيّ Sperm whale بمعنى «حوت المني»، وقد تُرجم هذا الاسم خطأً إلى العربيَّة في بضعة مُناسبات، فنُقل حرفيًّا ليُصبح الحوت المنوي أو الحوت البذري. هُناك أيضًا اسمٌ آخر لهذه الحيتان مُستخدم في عدَّة لُغات أوروبيَّة، هو cachalot، ويُعتقد أنَّه مُشتق من كلمة فرنسيَّة بائدة تعني «سن» أو «الأسنان الكبيرة»، وأقرب دليل على ذلك هو كلمة cachau المُستخدمة في اللهجة الگاسكونيَّة، ذات الأصل الرومانسي أو البشكنشي. ينص قاموس كوروميناس على أنَّ أصل الكلمة غير معروف، لكنه يقترح أن تكون مُشتقَّة من كلمةٍ لاتينيَّة مُبتذلة هي cappula، وهي جمع cappulum الذي يعني «مقبض السيف». بالمُقابل يقترح قاموس إنكارتا أنَّ الكلمة أصلها بُرتغالي، وهو cachola، ويعني «الرأس الكبيرة».

## الوصف
يتميز حوت العنبر برأسه الضخم، وقد يبلغ طول الذكر 20 مترًا. أنثى الحوت أصغر حجما حيث يبلغ حجمها تقريبا نصف حجم الذكر. والعنبر هو قيء الحوت الذي يخرج من جوفه. ويبلغ عمر حيتان العنبر حوالي 70 سنة.

### الحجم
|        | الطول   | الوزن                 |
| ------ | ------- | --------------------- |
| الذكور | 16 متراً | 41,000 كلغم (40 طناً)  |
| الإناث | 11 متراً | 14,000 كلغم (14 طناً)  |
| الصغار | 4 أمتار | 1,000 كلغم (0.98 طناً) |

حوت العنبر هو أكبر أنواع الحيتان المسننة، إذ يصل طول الذكر البالغ منه إلى 20.5 متراً، ووزنه إلى 56 طناً. بالمقارنة، فإنَّ طول ثاني أكبر سلالة من الحيتان المسننة في العالم - حوت بارد المنقاري - يبلغ 12.8 متراً، ووزنه 14 طنا. لدى متحف التحويت في نانتوكيت فكٌّ قديم لحوت عنبر بطول 5.5 أمتار، وهو يزعم بأنَّ طول الحوت الذي يعود إليه هذا الفك قد بلغ 24 متراً، ولدى المتحف الأمريكي للتاريخ الطبيعي أيضاً فك بحجمٍ مشابه، وكذلك يُزعَم أن طول الحوت الذي أغرق سفينة إسكس الأمريكية (والتي كان غرقها أحد أسباب إلهام الكاتب هرمان ملفيل لتأليف رواية موبي دك) بلغ 26 متراً. في صيف عام 1965، اصطاد أسطول تحويت سوفيتي حوت عنبرٍ بالقرب من جزر الكوريل، وزعم أن طوله بلغ 22 متراً. رغم ذلك، فإنَّ الكثيرين يشككون في حقيقة مزاعم وجود حيتان عنبرٍ بطول قريبٍ من 24 متراً أو أكثر منه.
من المحتمل أن يكون الصيد الجائر لحيتان العنبر قد تسبَّب بانخفاض أحجامها على مرِّ الزمن، خصوصاً بعد ارتفاع الطلب عليها في أعقاب الحرب العالمية الثانية، ففي الوقت الحالي، لا تتجاوز أطوال الذكور البالغة عادةً 18.3 متراً ولا تتعدى أوزانها 50 طناً. من جهةٍ أخرى، فإنَّ نظربات أخرى تقول أن الصيد الجائر لا يفترض أن يحدث تأثيراً على أحجام الحيتان، بل تذهب إلى أنَّ أحجامها قد تكون ازدادت الآن نتيجة انخفاض كثافتها السكانية وبالنتيجة انخفاض التنافسية على مصادر الغذاء فيما بينها.
يعد حوت العنبر بين أكثر الحيتان تمايزاً جنسياً في هيئتها، فرغم أن كلا الجنسين يولدان بنفس الحجم تقريباً، إلا إنَّ الفارق بينهما يزداد لاحقاً حتى تصبح الذكور عند البلوغ أكبر حجماً من الإناث بنسبة 30 إلى 50%، وأثقل وزناً بثلاث مرات.

### الهيئة
يتميَّز حوت العنبر بهيئة جسدية فريدة، تجعل تمييزه سهلاً عن باقي أنواع الحيتان. وتنبع فرادة مظهر هذا الحوت من رأسه شديد الضخامة ومستطيل الشكل، والذي يبلغ طوله عادةً نحو ربع إلى ثلث طول جسد الحوت بأكمله. وتقع فتحة النفث عند الحوت على مقدمة الرأس باتجاه اليسار، وهي بشكل رقم 2، ولذا فإنَّ نفث الحوت يخرج على شكل رذاذ كثيف ينقذف إلى الأمام ذا مظهر مُمَيَّز.
ذيل حوت العنبر شديد السماكة ومثلَّث الشكل، وهو مرن جداً وأكبر حجماً نسبياً من ذيل أي حوتٍ آخر، ويرفعه الحوت عالياً خارج المياه عندما يبدأ بالغوص للبحث للغذاء. لدى حوت العنبر سلسلةٌ من الأضلاع عند الثلث الخلفي من ظهره تحلُّ محلَّ الزعنفة الظهرية، وكان يطلق صيَّادو الحيتان على أكبر هذه الأضلاع اسم الزعنفة الظهرية، ويخلط الكثيرون بين الحدبة - نتيجة حجمها وشكلها - والزعنفة الظهرية غير الموجودة عند الحوت.
بالمقارنة مع جلد معظم الحيتان الكبيرة الملس، عادة ما يكون جلد حوت العنبر أسود اللون مُجعَّداً، ممَّا يدفع البعض إلى تشبيهه بقشرة القراصيا (الخوخ)، كما يُشبِّهه آخرون بحالة المهق.

### الهيكل العظمي
- مقطع عرضي لجمجمة حوت العنبر
- جمجمة حوت العنبر غير متناظرة الشكل إلى حد ما، ممَّا يساعده على العثور على فرائسه بالصوت.
- هيكل عظمي لحوت العنبر في متحف محيطات العالم في كالينغراد
- الفك السُفلي لحوت العنبر
- سنٌ يعود لحوت عنبر في راحة كف شخص

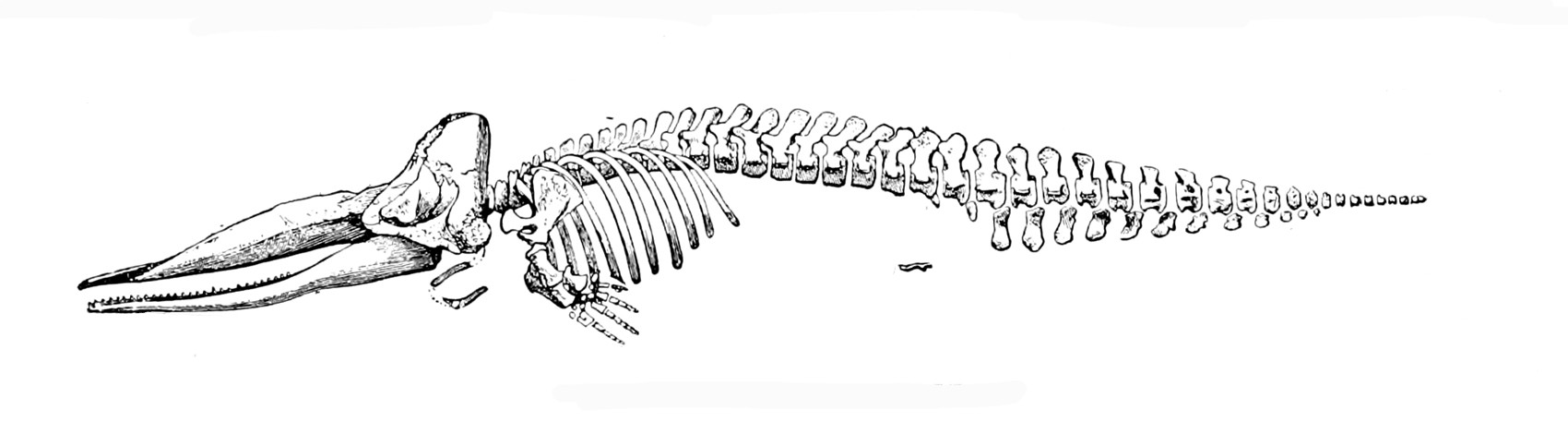

يصل بين أضلاع حوت العنبر وحبله الشوكيِّ غضروف مرن، ممَّا يسمح لقفصه الصدري بالانضغاط عوضاً عن التحطم عند التعرُّض للضغط العالي. مثل باقي الحيتان المُسَنَّنة الأخرى، لدى حوت العنبر جمجمة غير متناظرة الشكل تساعده على تحديد موقع فرائسه بالصدى، فبهذه الطريقة لا تُلتَقط الأمواج الصوتية المصطدمة بجسم الحوت من جوانب مختلفةٍ عبر قناة واحدة.

### الفك والأسنان
فك حوت العنبر السفلي شديد النحولة، وعظمه منفصلٌ عن عظم الجمجمة حيث يرتبط معها بمفصل. لدى الحوت ما يتراوح من 18 إلى 26 سناً على كل جانب من فكه السفلي، وتدخل هذه الأسنان في تجاويف بمثل حجمها في الفك العلوي. شكل الأسنان مخروطي، ويصل وزن كل واحدٍ منها إلى نحو كيلوغرام. ورغم أنها تساعد الحوت على أداء بعض وظائفه، إلا إنَّه لا يبدو أنها ذات أهمية في اصطياد أو أكل الحبار، حيث عُثِرَ من قبل على حيتان عنبرٍ في البرية بدون أسنانٍ أو بفكوكٍ مُشوَّهة لكنها كانت - رغم ذلك - بصحَّة جيدة. وتفيد إحدى النظريات بأنَّ وظيفة الأسنان هي - عوضاً عن الصيد - التصارع مع الذكور المنافسة، إذ كثيراً ما تحمل الحيتان البالغة ندبات يبدو أنها حُفِرت بأسنان حيتانٍ أخرى. تظهر على فك الحوت العلوي (إلى جانب التجاويف) بعض الأسنان البدائية، لكنها نادراً ما تنمو كفاية حتى تصل إلى الفم أو تكون قادرة على أداء وظيفةٍ ما. تُعَدُّ دراسة الأسنان أفضل الطرق الممكنة لقياس عمر حوت، فمثل حلقات الأشجار تبني الأسنان عند الحيتان طبقات منفصلة من الملاط والعاج خلال مراحل نموِّها.

### التنفس والغوص

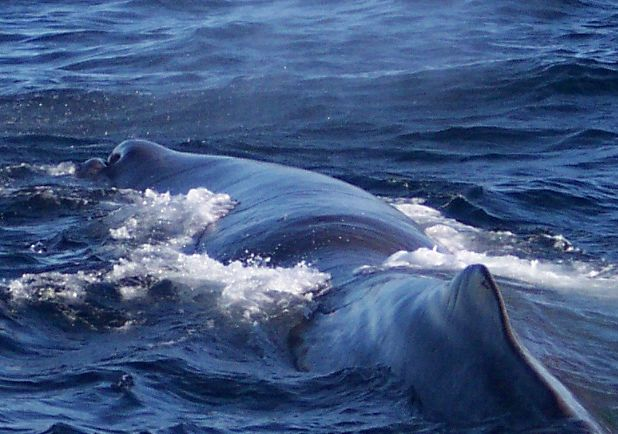
على عكس معظم الحيتان، تنحرف فتحة نفث حوت العنبر إلى اليسار من رأسه.

تعد حيتان العنبر - إلى جانب الحيتان قارورية الأنف والفقمات الفيليَّة (فيل البحر) - أكثر الثدييات قدرة على الغوص إلى الأعماق بحثاً عن الغذاء، إذ يعتقد أنها قادرة على الوصول إلى عمق ثلاثة كيلومترات تحت الماء والبقاء دون تنفس لمدة 90 دقيقة، إلا أنها مع ذلك تغوص في الأوضاع العادية لعمق حوالي 400 متر ومدة 35 دقيقة فحسب. عند هذه عمق شديد الانخفاض، كانت تتشوش حيتان العنبر أحياناً بتمديدات الاتصالات البحرية وتغرق حتى الموت، إلا إنَّ تقنيات التركيب والصيانة قد تحسَّنت لاحقاً فعولجت هذه المشكلة.
تكيَّفت حيتان العنبر لمقاومة التغيرات الضخمة في الضغط التي تتعرَّض لها عند الغوص. إذ يسمح قفصها الصدري المرن لرئتها بالانضغاط، لتخفِّض امتصاص النيتروجين، فيما ينخفض التمثيل الغذائي للحفاظ على الأكسجين. وأما المايوغلوبين - الذي يُخزِّن الأكسجين في الأنسجة العضلية - فهو غني جداً عند حوت العنبر، أكثر بكثير من حيوانات اليابسة. وثمة كذلك كثافة عالية من خلايا الدم الحمراء في دم الحوت، والتي تحوي مادة الهيموغلوبين الناقلة للأكسجين، ويمكن تحويل هذا الدم المؤكسد إلى الدماغ والأعضاء الحيوية الأخرى عندما ينخفض مستوى الأكسجين. قد يكون لعضو العنبرية أيضاً دور في مساعدة الحوت على تحمل الضغط العالي عبر التأثير على قوة الطفو.
رغم أن حيتان العنبر متكيفة بشكلٍ جيد للغوص، إلا أنَّ غوصها باستمرارٍ إلى أعماق كبيرة قد يسبب تأثيرات طويلة المدى عليها. حيث تظهر على عظام هذه الحيتان بعد فترةٍ من الزمن حفر تشبه تلك التي تظهر عند البشر نتيجة مرض انعدام الضغط، وتزداد هذه الحفر حدَّة وكثرة كل ما كان الحوت أكبر سناً، أما الصِّغار فهي لا تتأثر. قد يعني هذا الضَّرر أن حيتان العنبر حساسة لمرض انعدام الضغط، بل وقد يكون الصعود المفاجئ إلى سطح الماء مميتاً لها.
يصعد حوت العنبر باستمرارٍ إلى السطح بين نوبات غوصه ليتنفَّس الهواء لمدة ثمانية دقائق، ثم يعود للبحث عن الغذاء من جديد. تتنفس الحيتان المسنَّنة الهواء عند السطح من خلاء فتحة نفسٍ بشكل رقم 2، وهي تتنفس 3 إلى 5 مرات في الدقيقة خلال أوقات الراحة، وتزداد حتى 6 إلى 7 مرات بعد الغوص. يسبب زفير الحوت ضجَّة عالية، ويمكن لعمود الرذاذ الذي ينفثه أن يرتفع مترين، وأن ينطلق للأمام بزاوية 45 درجة. تزفر الإناث والصغار بالمتوسط مرة كل 12.5 ثانية قبل الغوص، أما الذكور الكبيرة فتفعل ذلك مرة كل 17.5 ثانية.

### الدماغ والمورثات

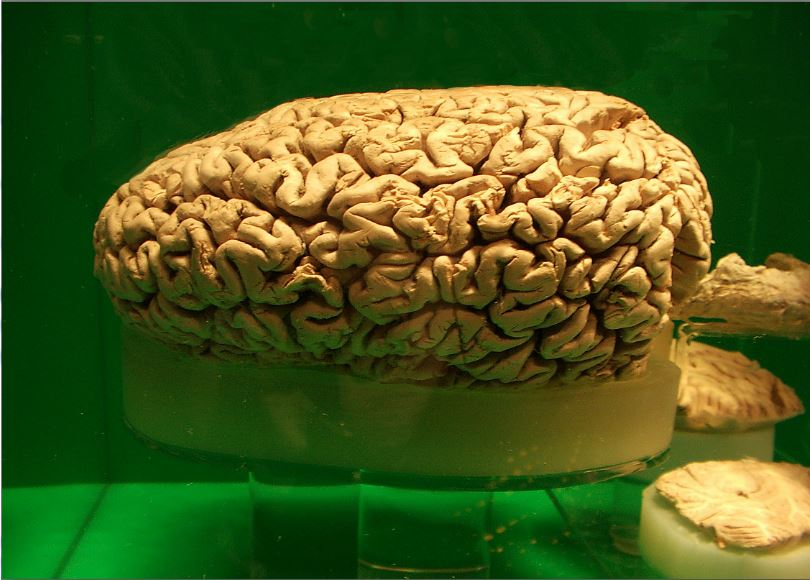
دماغ حوت العنبر هو أكبر دماغ لكائنٍ حي معروف، إذ يزن خمسة أضعاف وزن دماغ الإنسان.

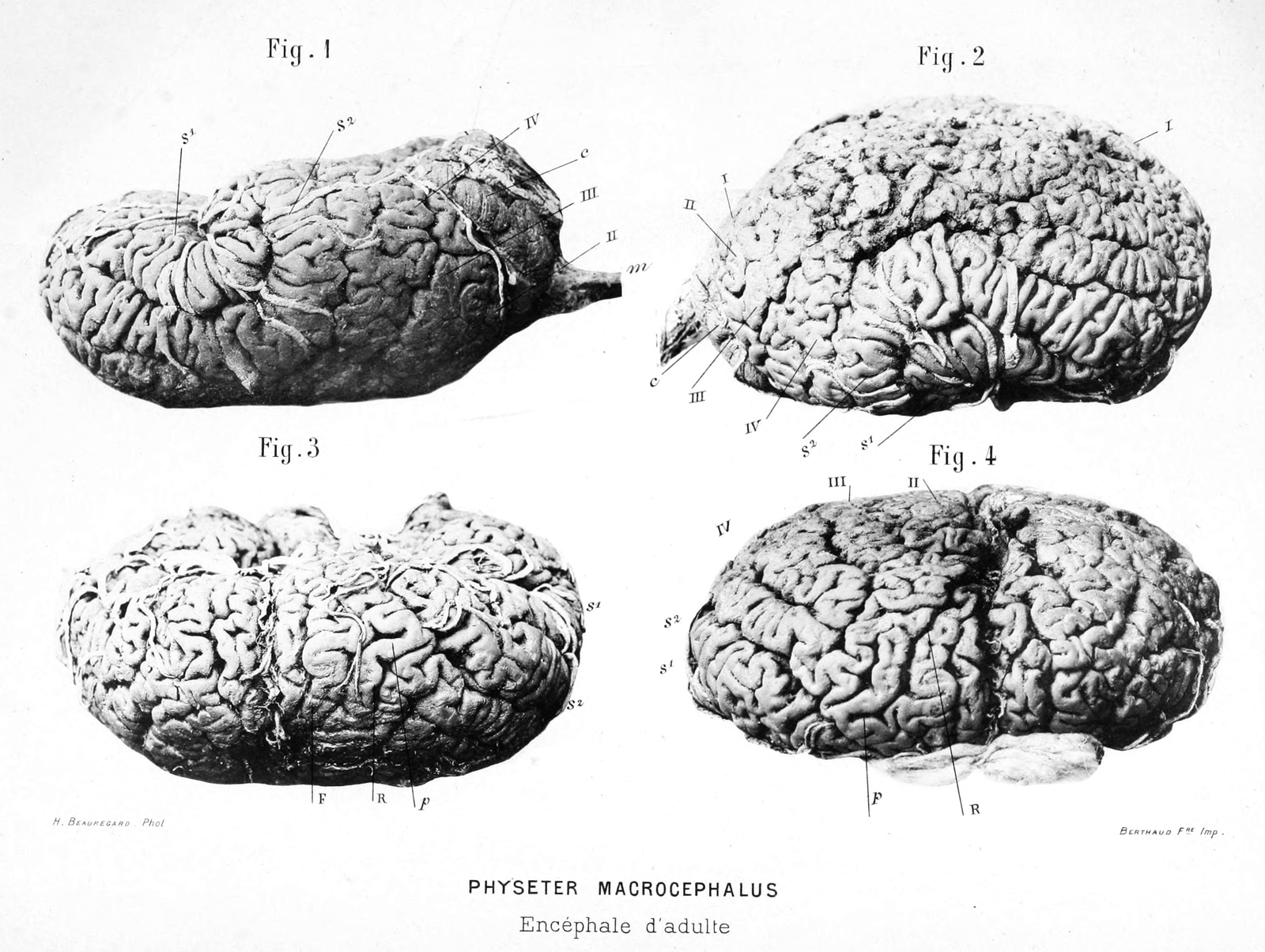
دماغ حوت العنبر البالغ.

دماغ حوت العنبر هو الأكبر على الإطلاق من بين أدمغة جميع الحيوانات المعروفة سواء الحيَّة أو المنقرضة منها، إذ يزن بالمتوسّط 7.8 كلغم، وإنه أثقل من الدماغ البشري بأكثر من خمس مرات، ويبلغ حجمه نحو 8,000 سم. رغم أن الأدمغة الأكبر حجماً تترافق عادةً مع الذكاء الأعلى، فإنَّ ذلك ليس العامل الوحيد في ذكاء الكائن الحي، إذ لدى الدلافين والفيلة أيضاً أدمغة أكبر من دماغ الإنسان. نسبة الذكاء إلى الدماغ عند حوت العنبر أقل منها عند العديد من أنواع الحيتان والدلافين الأخرى، وهي كذلك أقل منها عند سعدان السعالي، وأقلُّ بكثير من نسبتها عند الإنسان.
مخ حوت العنبر هو أيضاً الأكبر بين جميع الثدييات المعروفة، على كلا الصعيدين النسبي (نسبة إلى حجم الجسم) والمطلق. جهاز الشم عند الحوت صغير الحجم، ممَّا يعني بأن حاسة الشم أو التذوق عنده ضعيفة. بالمقارنة، فإنَّ جهاز السمع عنده أكبر حجماً، وكذلك الجهاز الهرمي ضئيل التطور، بحيث يعكس صغر حجم أطراف الحوت.
لدى حوت العنبر 21 زوجاً من الكروموسومات (2n=42). ويمكن الحصول على مورثات الحيتان الحيَّة عبر التقاط قطعٍ من جلدها المتساقط.

### العنبرية والأعضاء الداخلية

تشريح رأس حوت العنبر، حيث تظهر فوق الفك أعضاء العنبرية المسؤولة عن إصدار الأصوات.

لدى حوت العنبر أطول جهاز معوي بين جميع الكائنات الحية المعروفة. يوجد على رأس الحوت نظام كبير من الأعضاء المملوءة بسائل شمعي يُسمَّى العنبرية. غرض هذه الأعضاء هو إصدار أصوات نقر قوية ومُركَّزة، تستعملها الحيتان للتواصل فيما بينها والعثور على طرائدها بالصَّدى.
يشبه عضو العنبرية برميلاً كبيراً من العنبرية، فيما تقع تحته القمامة التي تحوي حجيرات العنبرية، وتفصل بين هذه الحجيرات جدران من الغضاريف، ويمكن لعضو العنبرية ككل أن يحوي ما يصل إلى 1,900 لترٍ من السائل. ويكون كذلك أكبر حجماً عند الذكور منه عند الإناث. يتألَّف سائل العنبرية من خليطٍ من الجليسريد الثلاثي وإسترات الشمع، وتزداد نسبة استرات الشمع مع تقدُّم الحوت في السن، فتبلغ 38 إلى 51% عند الصغار، و58 إلى 87% عند الإناث البالغة، و71 إلى 94% عند الذكور البالغة. تبلغ سرعة الصوت في سائل العنبرية 2,684 م/ث (40 كيلوهرتز، 36ْ)، ممَّا يجعل توصيلها للصَّوت أفضل بضعفين من النفط في بطيخة الدلافين.
يقع عند النهاية الخلفية لجهاز العنبرية الجيب الأمامي، الذي يغطي سطح الجمجمة مقعَّرة الشكل. تغطي الجدار الخلفي للجيب الأمامي عقد مملوءة بالسائل، ويبلغ قطر كل واحدةٍ منها 4 ملليمتراتٍ إلى 13 ملليمتراً، وتفصل بينها أخاديد ضيِّقة، وتساعد هذه العقد على ارتداد الأمواج الصوتية القادمة إلى عضو العنبرية عبر الشفاه الصوتية، فيما تعمل الأخاديد على حبس غشاءٍ من الهواء المتماسك مهما كان العمق الذي يغوص عليه الحوت أو اتجاهه، ليصبح الجيب - بالنتيجة - مرآة صوتية ممتازة. وأما الجدار الأمامي للجيب فهو ملس السطح.
قد يكون لأعضاء العنبرية دور أيضاً في مساعدة الحوت على الطفو، إذ يُفتَرض أنه قبل غوص الحوت تحت الماء يدخل الماء البارد عضو العنبرية، فتتقلَّص الأوعية الدموية، وينخفض تدفق الدم، ومن ثم تنخفض الحرارة، وهنا يتصلَّب الشمع في العنبرية ويتقلّص حجمه. وتؤدي هذه الزيادة في كثافة السائل النسبية إلى تولد قوة دافعة نحو الأسفل مقدارها نحو 392 نيوتن، فتسمح للحوت بالغوص بجهدٍ أقل. عندما يصطاد الحوت طرائده، يولد امتصاص الأكسجين وتمدد الأوعية الدموية حرارة تُذِيب العنبرية، فتزداد قدرة الحوت على الطفو ويستطيع الوصول بسهولةٍ إلى السطح. رغم ذلك، تشير الدراسات الحديثة إلى أن ثمة مشاكل عدة في هذه النظرية، مثل افتقار حوت العنبر إلى الأجهزة التشريحية التي ستسمح له بإجراء التبادل الحراري لحدوث العمليات الآنفة.
تقترح رواية هرمان ملفيل الخيالية موبي دك أن «الحجرة» التي تحتوي العنبرية قد تستعمل كمطرقة قتالٍ في الصراعات التي تنشب بين الذكور، وهناك بالفعل عددٌ من الحالات الشهيرة التي وقع فيها استخدام هذه الحجرة كمطرقة، مثل حادثتي غرق سفينة الإسكس وسفينة آن ألكسندر الموثقتين، حيث تسبَّب حوت يقدر وزنه بنحو خمس وزن السفينة فقط بغرقها بالكامل. رغم ذلك، فإنَّ المجتمع العلمي لا يؤيد كثيراً مثل هذه الفرضية.

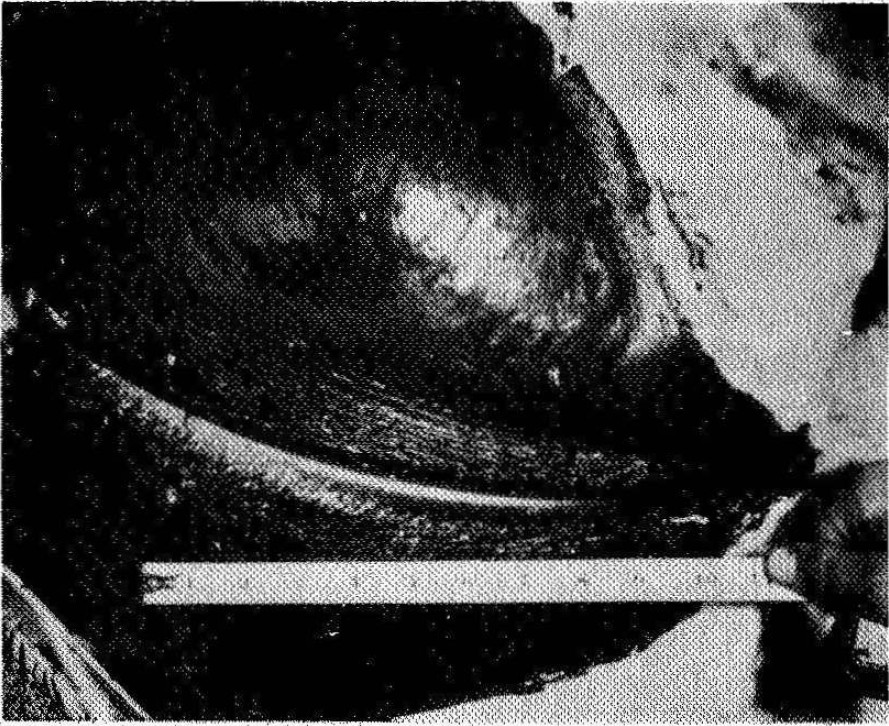
الشفاه الصوتية.
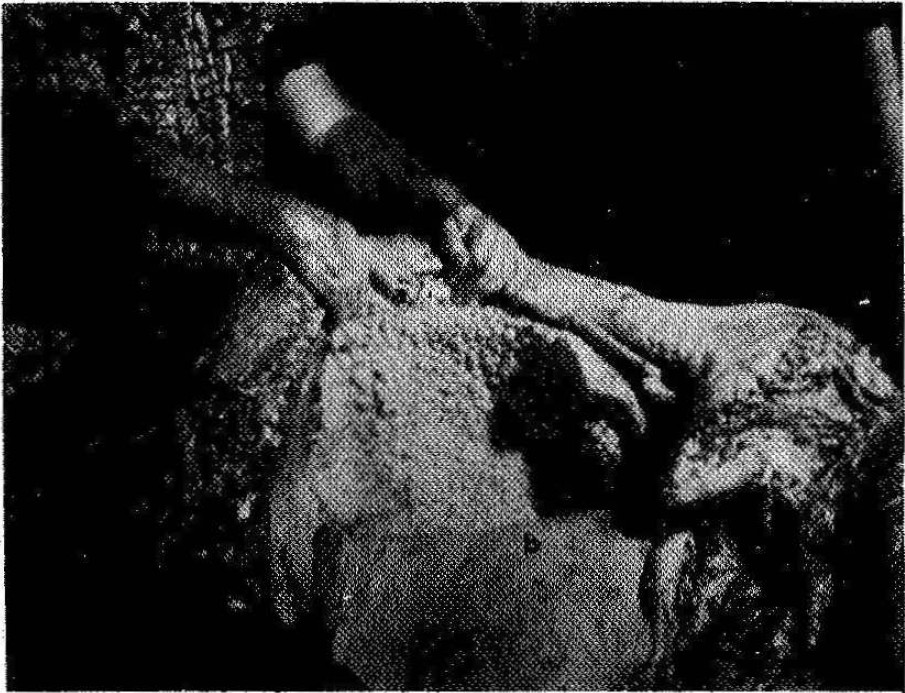
الجيب الأمامي في حوت العنبر، ويظهر سطحه مغطَّى بالعقد المملوءة بالعنبرية.
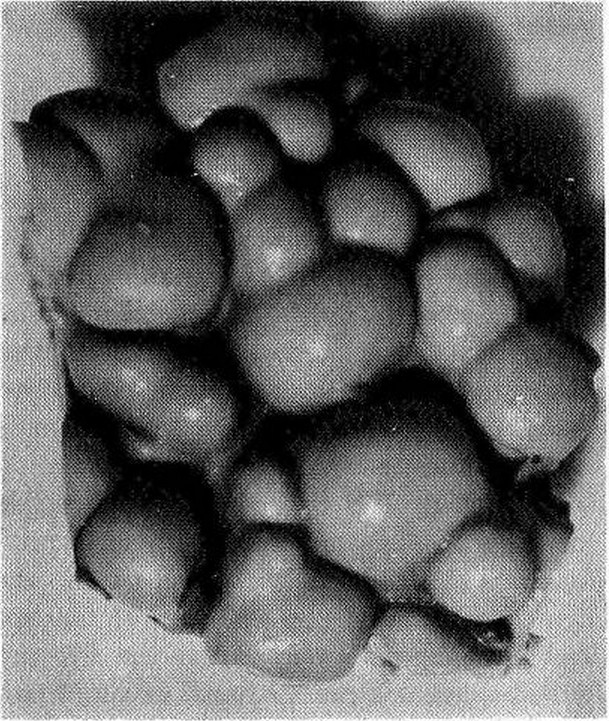
قطعة من الجدار الخلفي للجيب الأمامي. تظهر بين العقد الأخاديد التي تحبس غشاءً متماسكاً من الهواء، للتحول إلى مرآة صوتية ممتازة.

## نظام الصوت

### الميكانيكية
يُطلِق حوت العنبر شعاعاً مركزاً من النقرات الصوتية عندما يرصد فرائسه بالصدى، ليتمكَّن من تحديد موقعها عندما يرتد صدى هذه النقرات إليه. يقوم الحوت بإصدار النقرات عبر دفع الهواء في زوجٍ من الشفاه الصوتية الواقعة عند نهاية خطمه، تحت فتحة النفث مباشرة، ويعبر الصوت الخطم متجهاً نحو الخلف عبر عضو العنبرية، فترتدُّ معظم طاقة صوت هذه النقرات عن الجيب الأمامي في الجمجمة لتعود إلى حجرة القمامة، فتتركَّز هناك في بنية شبيهةٍ بالعدسة. سيرتدُّ بعض هذا الصوت مجدداً إلى الوراء نحو عضو العنبرية، أو إلى مقدمة خطم الحوت، حيث سيرتد مرة ثالثة عبر عضو عنبرية ليعود إلى الجيب الأمامي. تحدث عملية الارتداد إلى الأمام والوراء هذه خلال مللي ثوانٍ معدودة، فتتسبَّب بتشكل نقرة صوتية متعددة النبضات، وتسمح هذه النقرة للباحثين بقياس حجم عضو العنبرية في الحوت بالاعتماد على صوت نقراته فحسب، وبما أن حجم عضو العنبرية يتناسب مع حجم الحوت نفسه، فإن علماء الأحياء يكونون قادرينَ على تحديد حجم الحوت من صوته فقط. تعتمد نغمات نقرات حوت العنبر الصوتية على طول عضو العنبرية المنتج للصوت، ولذلك فإنَّ لكل حوتٍ صوته المُميَّز الخاصَّ به، وعندما يبلغ الحوت ويزداد حجم العنبرية فإن نغمة صوته ستتغير نتيجة لذلك. يقوم فك حوت العنبر السفلي بعمل التقاط الصوت المرتد عن الطرائد بعد إصداره من العنبرية، وترسل قناة مملوءة بالدهن الصوت بعد ذلك إلى الأذن الداخلية، حيث يتعرَّف عليه الدماغ.
مصدر الصوت الذي يمر عبر الشفاه الصوتية هو الثقب الأنفي الأيمن. فبينما يفتح الثقب الأيسر لنفث الرذاذ عبر فتحة النفث، يقوم الثقب الأيسر بتجميع الهواء للشفاه الصوتية. ويعتقد أن مناخير سلف حوت العنبر البري تعدَّلت خلال مراحل تطوره حتى وصلت شكلها الحالي، حيث اختصَّ المنخر الأيسر بفتحة النفث والأيمن بالشفاه الصوتية.

### أنواع الصوت
يطلق على سلاسل النقرات الصوتية عالية التردد اسم الصرير، لأن صوتها يكون شبيهاً بصوت صرير مفاصل الباب. وعادة ما يستعمل حوت العنبر هذه النقرات أثناء الانقضاض على فريسته.
كذلك يطلق مصطلح خاتمة اللحن على نمطٍ قصيرٍ من النغمات يتألف من 3 نقرات صوتية إلى 20 نقرة، وتستعمل هذه النغمة في التواصل مع حيتان العنبر الأخرى. اعتقد في الماضي أن خاتمة اللحن كانت طريقة يُعرِّف فيها الحيتان عن أنفسهم، إلا إنَّ عثر فيما بعد على حيتانٍ تستخدم عدة خواتم ألحانٍ في آنٍ واحد. كذلك، وُجِد أن كل منطقةٍ جغرافية لحيتان العنبر تستعمل أصواتاً («لهجة») مختلفة عن الحيتان في المناطق الأخرى. بصورةٍ عامة، تميل الذكور كبيرة الحجم إلى أن تكون انعزالية، ومن النادر لذلك أن تصدر خواتم الألحان، وحتى في مناطق التكاثر، فإنَّ جميع خواتم الألحان تقريباً تصدر عن الإناث لا الذكور. ورغم أن الدليل أظهر أن حيتان العنبر تستعمل خواتم ألحانٍ متشابهة، فليس من المعروف بعد إذا ما كانت لكلّ حوتٍ نغمة مُميَّزة خاصة به، أو إذا ما كان أفراد الحيتان يستعملون خواتم الألحان بمعدلات مختلفة.
تُسمَع النقرات الصوتية القصيرة في وجود الذكور فحسب، ممَّا يوحي بأنها هي الوحيدة القادرة على إصدارها، إلا أن ذلك غير مؤكد. وتصدر الذكور الكثير من النقرات القصيرة في موسم التزاوج (خلال حوالي 74% من الوقت)، سواء أكانت قرب السطح أم في الأعماق، ويشير ذلك إلى أن الغرض الأساسي لهذه النقرات هو استعمالها في التزاوج. خارج موسم التزاوج، نادراً ما تُسمَع النقرات القصيرة، وعادة ما تكون بالقرب من السطح فقط.
| نوع النقرة  | مستوى الصوت الظاهري (dB re 1µPa [Rms]) | الاتجاهية | التردد المركزي (كيلوهيرتز) | الفاصل بين النقرات (ثانية) | طول النقرة (مللي ثانية) | طول النبضة (مللي ثانية) | المدى المسموع لحيتان العنبر (كلم) | الوظيفة المحتملة     | صوت مسجل |
| ----------- | -------------------------------------- | --------- | -------------------------- | -------------------------- | ----------------------- | ----------------------- | --------------------------------- | -------------------- | -------- |
| عادية       | 230                                    | عالية     | 15                         | 0.5–1.0                    | 15–30                   | 0.1                     | 16                                | البحث عن الفريسة     |          |
| صرير        | 205                                    | عالية     | 15                         | 0.005–0.1                  | 0.1–5                   | 0.1                     | 6                                 | الانقضاض على الفريسة |          |
| خاتمة اللحن | 180                                    | منخفضة    | 5                          | 0.1–0.5                    | 35                      | 0.5                     | ~2                                | التواصل بين الحيتان  |          |
| بطيئة       | 190                                    | منخفضة    | 0.5                        | 5–8                        | 30                      | 5                       | 60                                | التواصل بين الذكور   |          |

## البيئة

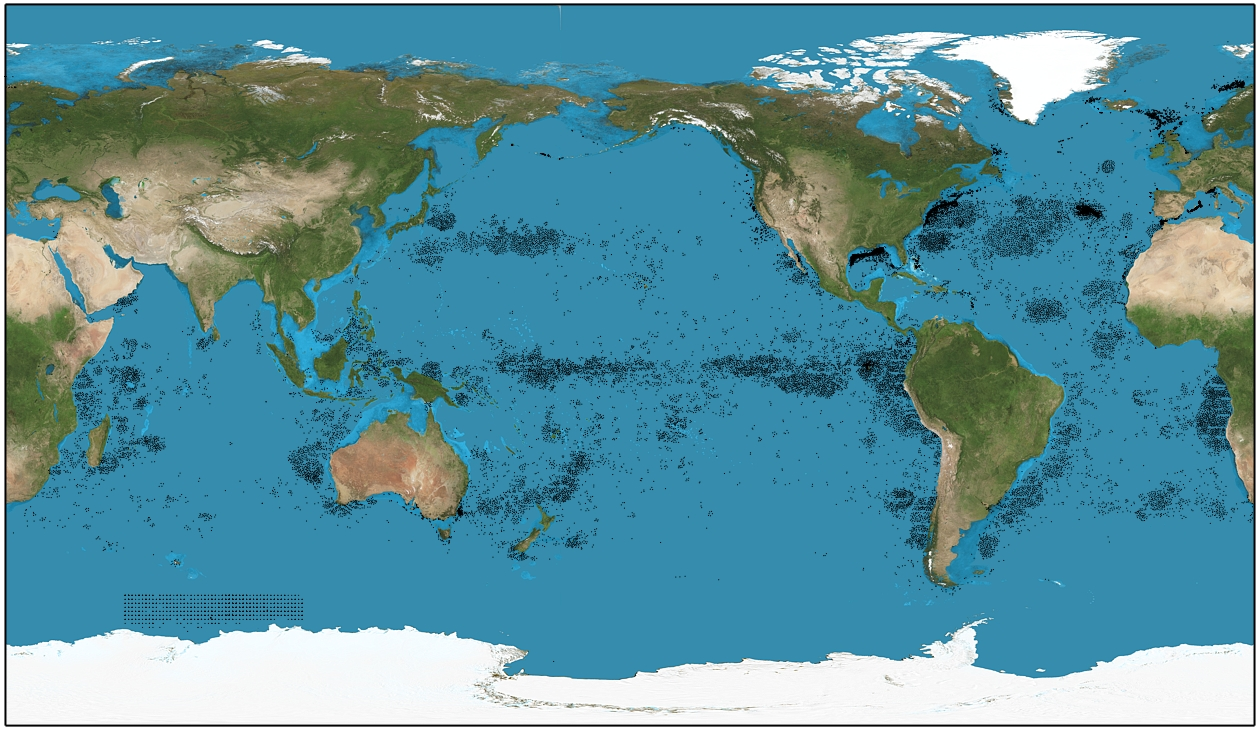
مناطق التواجد الرئيسية لحوت العنبر عالمياً.

يعد حوت العنبر من بين أكثر أنواع الكائنات الحية انتشاراً جغرافياً. يفضل الحوت العيش في المياه الخالية من الجليد، على عمق أكثر من 1,000 متر. ورغم أن كلا الجنسين يعيشان في البحار المدارية والمعتدلة، إلا أن الذكور البالغة هي الوحيدة التي تعيش عند العروض العالية شمالاً أو جنوباً.
تعيش حيتان العنبر بأعدادٍ جيِّدة في كافة المناطق الممتدة من خط الاستواء حتى القطبين، ويقطن جميع المحيطات الأربعة، وكذلك البحر الأبيض المتوسط (لكن دون البحر الأسود)، وليس من المعروف على وجه التحديد ما إذا كان يقطن البحر الأحمر، وقد تكون مداخل البحرين الأحمر والأسود الضيّقة سبباً في عدم تواجد الحيتان بهما، كما أنَّ الطبقات الدنيا من البحر الأسود غير صالحةٍ لكونها ناقصةَ الأكسجين ولاحتوائها على تركيزاتٍ عالية من المركبات الكبريتية مثل كبريتيد الهيدروجين.
تتواجد جماعات حيتان العنبر بكثافةٍ أكبر بالقرب من المنحدرات القارية والأخاديد، وهي غالباً ما تعيش بعيداً عن السواحل في المياه العميقة، إلا أنها قد تُشَاهد قريباً من الساحل في المناطق التي تكون منحدراتها القارية صغيرةً وتنحدر بسرعةٍ إلى أعماقٍ بين 310 أمتار إلى 920 متراً. من المناطق الساحلية التي تقطنها الكثير من جماعات حيتان العنبر الأزور وجزيرة دومينيكا الكاريبيَّة.

## دورة الحياة

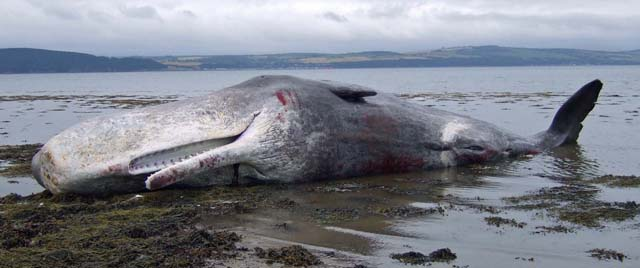
حوت عنبر نافقٌ على شاطئ نقطة ألتوريل في مدينة إنفرنيس، كان قد دخل لسان موراي البحري وعلق فيه.

يمكن لحيتان العنبر أن تعيش حتى عمر 70 عاماً أو أكثر. تعد حيتان العنبر مثالاً أساسياً على أنواع الحيوانات المنتقاة بأسلوب K، حيث يتناسب أسلوب تكاثرها مع الظروف البيئية المستقرة ويعتمد على معدل تكاثرٍ منخفض، ومساعدة كبيرة من الأبوين للصغار، ونمو بطيء، وحياة طويلة.
ليس من المعروف على وجه التحديد حتى الآن كيف تتزاوج حيتان العنبر. ثمة دلائل تشير إلى أنَّ لدى الذكور هرماً للسلطة والنفوذ، وثمة كذلك دلائل إلى أنَّ الأنثى يمكن أن تقبل رفيقها أو ترفضه. بعد الولادة، لا يساعد الذكور على رعاية الصغار.
تنضج الإناث جنسياً عند سن الحوالي 9 سنوات، وأكبر أنثى حاملٍ (بعبارةٍ أخرى، تزاوجت) معروفة في التاريخ كانت بعمر 41 سنة. تبلغ فترة الحمل 14 إلى 16 شهراً، وتضع الأنثى بعدها صغيراً واحداً، وعادةً ما تلد الإناث البالغة مرة واحدة كل 4 سنواتٍ إلى 20 سنة (رغم ذلك، كانت مُعدَّلات الحمل أكبر في الماضي خلال حقبة التحويت/صيد الحيتان). تعد ولادة أنثى حوت العنبر حدثاً اجتماعياً، إذ تحتاج الأنثى وصغيرها إلى الحماية ضدَّ المفترسين، وتشارك الحيتان الأخرى في القيام بهذه المهمة. كثيراً ما يتعرَّض الصغار للضرب والعض من الحيتان البالغة خلال ساعاتهم الأولى.
تستمرُّ رضاعة الصغير من الأم لمدة 19 إلى 42 شهراً، وقد تصل فترتها أحياناً إلى 13 سنة (رغم أنها تكون غالباً أقل من ذلك). ويمكن للصغار التغذي على حليب إناث غير أمهاتهم. مثل باقي الحيتان، فإن في حليب حوت العنبر دسماً أكبر ممَّا في حليب الثدييات البرية، إذ تبلغ نسبة دسم حليبه 36%، فيما تبلغ نسبة دسم حليب البقر 4%. ويمنح هذا الدسم حليب الحوت قواماً شديد التماسك، شبيهاً بقوام جبن قريش، ويمنعه ذلك من الذوبان في ماء البحر قبل أن يأكله الصغير. تبلغ الطاقة التي يحتويها حليب حوت العنبر 3,840 س/كلغم، مقابل 640 س/كلغم فحسب في حليب البقر.
ينضج الذكور جنسياً عند سن 18 عاماً، وعندما يبلغون يتجهون نحو عروضٍ أعلى حيث يكون الماء أبرد، وذلك للحصول على غذاءٍ أكبر، وأما الإناث فهي تبقى عند العروض المنخفضة. ويصل الذكر حجمه الأقصى عند سن 50 عاماً.

## السلوك الاجتماعي

### الانعزال الجنسي
تعيشُ الذُكور البالغة اللامُتناسلة حياةً انفراديَّة، بينما تعيشُ الإناث والصغار اليافعة من الجنسين مع بعضها في مجموعات. يُشكِّلُ التنافس على افتراس الحبَّارات قاطنة المياه متوسطة العمق الدافع الرئيسي لانعزال الذكور البالغة، حيثُ تُفضّل العيش والصيد مُنفردة كي تُخفف من نسبة المُنافسة على نفس مصدر الغذاء مع أبنائها وإناثها.
تبقى الإناث في مجموعتها طيلة حياتها، أمَّا الذكور فتُغادر المجموعة التي وُلدت فيها خلال الفترة المُمتدَّة بين عامها الرابع والحادي والعشرين. تؤلّفُ الذكور البالغة المُتناسلة مجموعاتٍ «عازبة» مُتراخية الصلة في الكثير من الأحيان، شريطة أن تكون الذكور كلّها من فئةٍ عُمريَّة مُتقاربة ومن حجمٍ مُماثل. ومع تقدّم الذكور في السن، تنزع إلى إمضاء فتراتٍ أكبر بمُفردها. لوحِظ جنوح مجموعاتٍ كاملة من الذكور على الشواطئ في كثيرٍ من الأحيان، مما يفترض وجود نوعٌ من التواصل والارتباط فيما بينها والذي لا يزال غير واضح حتّى الآن. يندر، أو حتّى تنعدم، نسبة هجرة أيٌّ ذكرٍ مُتناسل لمجموعته العازبة وعيشه حياةً انفراديَّة بالكامل.

### السرب

تشكيلة الأقحوانة: تُحيط حيتان العنبر بفردٍ صغير أو ضعيف لتمنع الضواري من مهاجمته.

يُقصدُ بالسرب مجموعة حيتان العنبر التي يعيشُ أفرادها سويًّا ويتنقلون معًا من مكانٍ لآخر على مدى عدَّة سنوات. يندر، أو ينعدم، احتمال هجر أحد الأفراد لسربه الأموميَّ وانضمامه لآخر. يختلف حجم السرب من مجموعة إلى أخرى اختلافًا كبيرًا، ففي العادة يتراوح عدد الأفراد بين 6 و9 حيتان، لكن يُحتمل أن يضم السرب الواحد قُرابة العشرين حوت. يُلاحظُ أنَّ حيتان العنبر المُنتمية لذات السرب لا تُظهر أيَّ نوعٍ من التعاون مع قريباتها العائليَّة سواء أخواتها أم أنسبائها أم والدتها، على العكس من الحيتان السفَّاحة. تُمضي الإناث وصغارها ثلاثة أرباع وقتها تقتات وتبحث عن الطعام، وربع وقتها فقط في الاختلاط والتواصل مع بني جنسها، وعادةً ما يحصل ذلك خلال فترة بعد الظهر.

### العلاقة مع الأنواع الأخرى
أكثرُ الأنواع اللابشريَّة تعرُّضًا لحيتان العنبر هي الحيتان السفَّاحة، كما لوحظ أنَّ الحيتان المُرشدة والحيتان السفَّاحة المُزيَّفة تُضايقها بين الحين والآخر. تُهاجمُ الحيتان السفَّاحة أسرابٍ مُعيَّنة بذاتها، وغالبًا ما تُحاول عزل حوتٍ صغير عن باقي السرب وقتله، وتُدافع الحيتان البالغة عن صغارها أو عن فردٍ مُصاب عبر الإحاطة به من جميع الجوانب. ويُمكن للحيتان عندما تُحيط بأحد أفراد مجموعتها أن توجّه ذيولها إلى الخارج ورؤوسها إلى الداخل، في تشكيلةٍ تُعرف باسم «تشكيلة الأقحوانة» تيمُنًا بالزهرة حاملة ذات الاسم، حيث توجِّهُ ضرباتٍ عنيفة قاتلة إلى مُهاجميها، كما يُمكنها أن توجّه ذيولها إلى الداخل ورؤوسها إلى الخارج. كان صيَّادو الحيتان الأوائل يستغلّون هذا السلوك في حيتان العنبر، فيجرحون أحدها بالرماح حتى يلتف حوله باقي السرب فيُمعنون فيها تقتيلًا. يُمكنُ لسرب الحيتان السفَّاحة أن يفتك بإحدى إناث العنبر البالغة فيما لو كان سربًا ضخمًا. لا تتعرَّض الذكور البالغة لأي هجومٍ ضاري من أي كائنٍ سوى البشر، ويُعتقد أنَّ حجمها الكبير وقوَّتها الفائقة وعدائيَّتها الشديدة تحول بينها وبين الحيتان السفَّاحة. أضف إلى ذلك، لوحظت بعض ذكور حيتان العنبر الضخمة وهي تُهاجمُ وتُخيف أسراب الحيتان السفَّاحة وتُرغمها على الفرار.
من غير المعلوم أنَّ حيتان العنبر ترتبطُ بعلاقةٍ تنافعيَّة مع أي نوعٍ آخر من الحيوانات، غير أنَّه تمَّ توثيق حالة واحدة قام فيها دلفين قنيني الخطم مُصابٌ بتشوّه في عموده الفقري بالانضمام إلى سربٍ من حيتان العنبر، التي بدا وكأنَّها تقبَّلت وجوده بينها.

## التغذّي

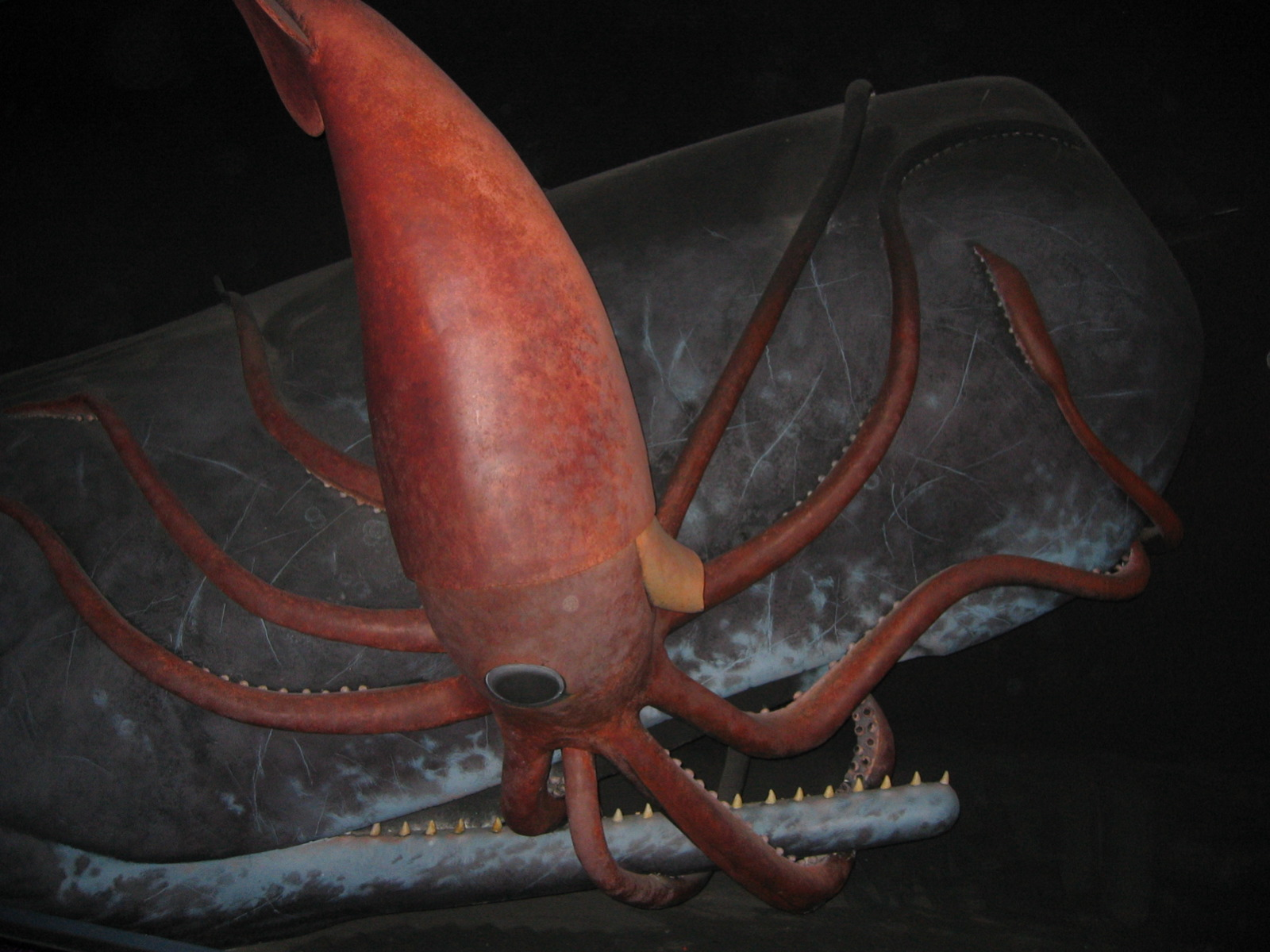
رسم تخيُّلي لحوت عنبر يفتك بحبَّار عملاق.

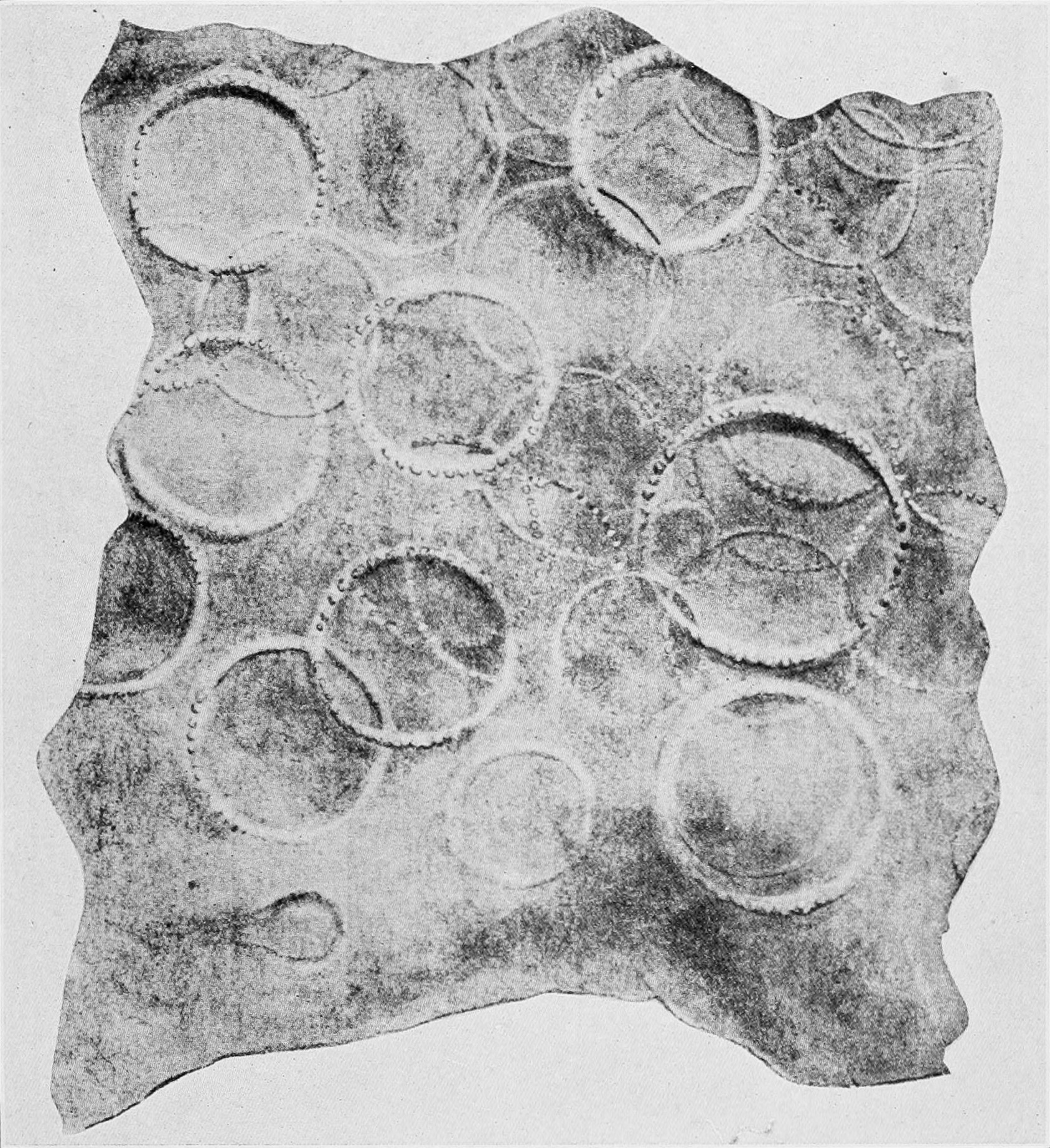
قطعة من جلد حوت عنبر تظهر عليها ندوبٌ أصيب بها الحيوان بفعل ماصَّات ذراع حبَّارٍ عملاق.

تغوص بعض الحيتان حتى مسافة تتراوح بين 300 و800 متر (بين 980 و2,600 قدم) تحت سطح الماء، وفي بعض الأحيان لما بين كيلومترٍ واحد أو كيلومترين (3,300–6,600 قدم) بحثًا عن الطعام. ويُمكن لهكذا غوصات أن تدوم أكثر من ساعةٍ من الزمن. تقتات حيتان العنبر على طائفةٍ واسعة من المخلوقات البحريَّة، وبالأخص: الحبَّار العملاق، والحبَّار الهائل، والأخطبوطات، وأنواعًا كثيرة من الأسماك مثل شفنين القاع، إلَّا أنَّ القسم الأعظم من قوتها يتكوَّن من الحبَّارات متوسطة الحجم. يُمكنُ للحوت أن يفترس كائنًا آخرًا عن طريق الصدفة، فيبتلعه أثناء ابتلاعه طريدةً أخرى قد أمسك بها وكان ذلك الكائن قد تعلَّق بها أو يسبح على مقربةٍ منها. أغلب المعلومات المُتوافرة عن حبَّارات قاع المُحيطات والبحار تمَّ الحصول عليها من عيِّناتٍ وُجدت في معدات حيتان عنبر أسيرة، وفي الدراسات الحديثة تمَّ الحصول على معلوماتٍ أخرى من بقايا الحبَّارات في براز الحيتان. أظهرت إحدى الدراسات التي أُجريت في المياه المُحيطة بجُزر الغلاباغوس أنَّ الحبَّارات المُنتمية لجنس الحولاء (Histioteuthis) تقتات عليها حيتان العنبر بنسبة 62%، وجنس حادَّة الأذن (Ancistrocheirus) بنسبة 16%، والأخطبوطات بنسبة 7%، وبالأخص تلك التي يتراوح وزنها بين 16 و650 غرامًا (بين 0.026 و1.4 أرطال). لم يشهد أحدٌ من البشر أيُّ صراعٍ بين حوت العنبر والحبَّار الهائل، الذي يبلغ وزنه حوالي 500 كيلوغرام (1,100 رطل)، غير أنَّ الحيتان دائمًا ما يظهر على رأسها وظهرها ندوبٌ بيضاء يُعتقد أنَّ الحبَّارات تُسببها أثناء صراعها معها. أظهرت إحدى الدراسات المنشورة سنة 2010 احتماليَّة تعاون إناث الحيتان مع بعضها البعض عندما تصيدُ حبَّار همبولت. كذلك أشارت المُعطيات من أجهزة رصد الحيتان المُثبتة على أجساد بعض الأفراد أنَّها تصطاد بالمقلوب في أسفل الأعماق التي تغطس إليها، ويُعتقد أنَّها تفعل ذلك لأنَّهُ يُصبح من السهل عليها رؤية ظل الحبَّار فوقها بفضل ضوء السطح الخافت.

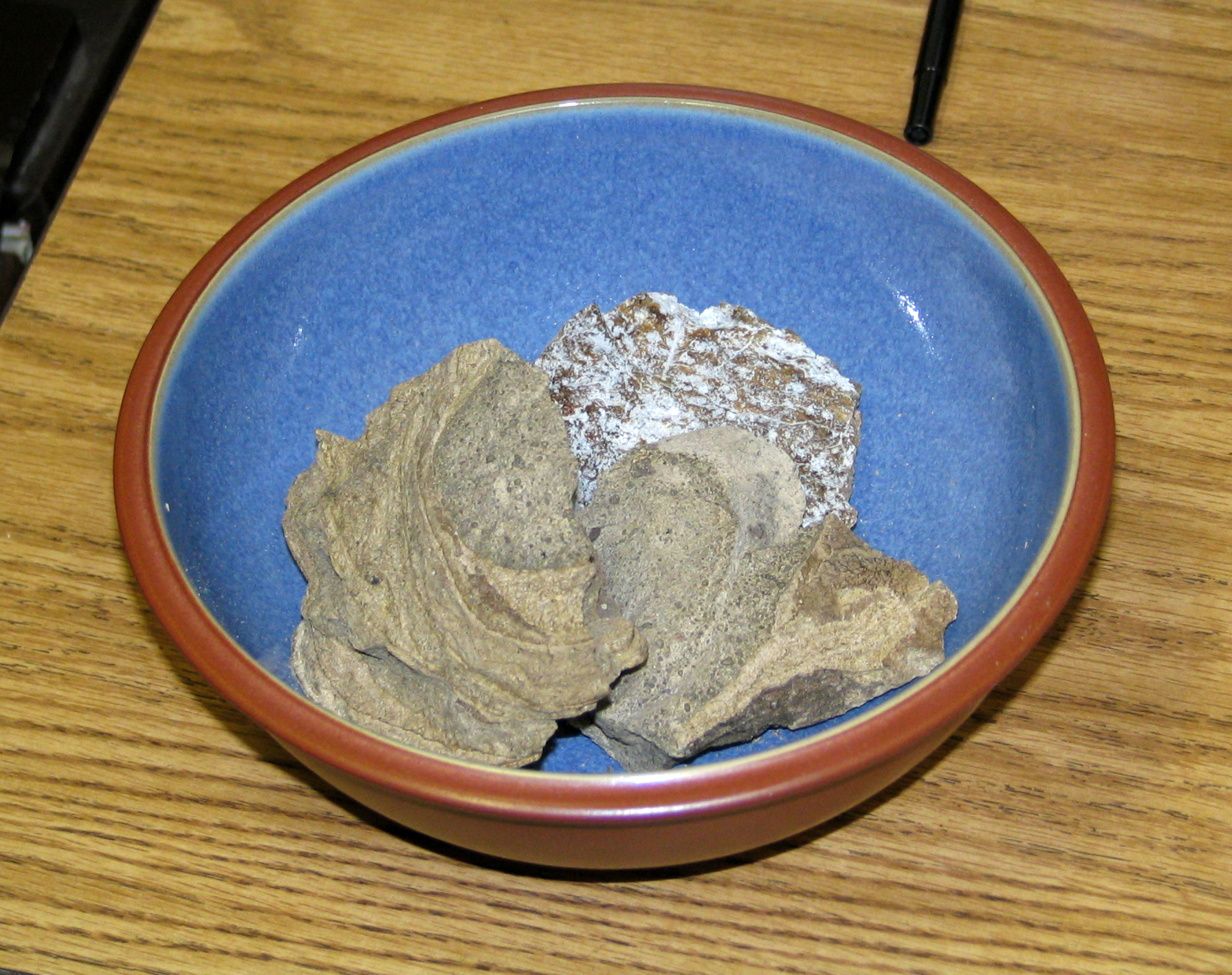
قطعٌ من العنبر.

أظهرت دراسةٌ أقدم أُجريت على الحيتان التي أسرها أسطول التحويت في مضيق كوك بنيوزيلندا أنَّ نسبة الحبَّار في غذائها تبلغ 1.69:1 من نسبة الأسماك من حيث الوزن. في بعض الأحيان تُقدمُ حيتان العنبر على أكل الأسماك المُعلَّقة في أسلاك الصيد كطعمٍ لأنواعٍ مُعيَّنة من الأسماك الكبيرة، وقد اشتكا صيَّادوا السمك الذي يلجأون للصيد بالأسلاك الطويلة في خليج ألاسكا من استمرار اقتيات حيتان العنبر على الطعوم الضخمة التي يُعلقونها بالأسلاك وقالوا أنَّها حتى تقتات على الأسماك المُصادة نفسها بعد أن تعلق بالشص. لكن على الرغم من ذلك، تبقى كميَّة الأسماك التي يستهلكها الحوت عبر هذه الوسيلة أقل بكثير من الكميَّة التي يستهلكها يوميًّا في الحالة الطبيعيَّة. أظهرت إحدى الشرائط المصوَّرة حوتًا ذكرًا وهو يقوم بهزّ الأسلاك حتى تتساقط منها الأسماك فيقتات عليها. يُعتقدُ أنَّ حيتان العنبر تقتات على القروش ضخمة الفم، وهي نوعٌ نادرٌ من القروش قاطنة الأغوار السحيقة المُكتشفة خلال عقد السبعينيَّات من القرن العشرين. وقد شوهدت ثلاثة حيتان عنبر وهي تتلاعب أو تُهاجم قرشًا ضخم الفم في مُناسبةٍ واحدة فقط.
يُمكنُ للعنبر أن يتولَّد إن علق منقار الحبَّار الحاد في معيّ الحوت، وهي حالةٌ مُماثلة لتولّد اللؤلؤ داخل أصداف المحَّار، إذ يؤدي تهيّج المعيّ بفضل المنقار إلى حث جسد الحوت على إفراز تلك المادَّة شبه الشحميَّة. حيتان العنبر حيواناتٌ تقتات بنهمٍ شديد، وتأكل من الطعام ما تصل نسبته إلى 3% من وزنها يوميَّا. تُقدَّرُ كميَّة الطعام المُستهلك سنويًّا من قِبل حيتان العنبر حول العالم بحوالي 100,000,000 طنٍ قصير (91,000,000 طن)—وهو رقمٌ أعظم بكثير من مجموع ما يستهلكه البشر من الكائنات البحريَّة سنويًّا.
تصطاد حيتان العنبر باستخدام الارتداد الصوتي، وقد اقترح بعض العُلماء أنَّها تلجأ إلى طقطقاتها الأعلى في عالم الحيوان لإذهال وتشويش طرائدها، غير أنَّ التجارب التي أُجريت في هذا المجال، وحاول فيها العلماء تقليد صوت الحيتان وتردد صدى صوتها لم يكن لها أي تأثير على موضع التجربة، مما طرح تساؤلاتٍ حول صحَّة هذه النظريَّة.
قيل بأنَّ حيتان العنبر تُساعد على تخصيب سطح المُحيط عبر استهلاكها للمُغذايات القابعة في قعره، ومن ثمَّ نقلها أيَّاها إلى السطح عند التبرّز. ومن شأن هذا أن يُساهم في تخصيب العوالق النباتيَّة العائمة على سطح المُحيط، الأمر الذي يُساهم بدوره في الرفع من نسبة خصوبة المُحيط ككل، وتراجع نسبة الكربون في الجوّ.

## النوم
لاحظ العُلماء طيلة فترة أنَّ أسراب حيتان العنبر قد تغفو لفترةٍ قصيرة من الزمن، فيتخذ الفرد منها وضعيَّة عموديَّة جاعلًا رأسه أسفل السطح بقليل كي يتمكن من التنفّس. وفي دراسةٍ من عام 2008 نُشرت في مجلَّة «علوم الأحياء المُعاصرة» (بالإنكليزيَّة: Current Biology)، أشار الباحثون إلى أنَّهم حصلوا على دلائل تُفيد بانخفاض مستوى نشاط كلا جانبيّ الدماغ عند الحيتان أثناء النوم، ويظهر أنَّ بعض الحيتان على الأقل تنام نومًا عميقًا لحوالي 7% من فترة غفوها، وذلك خلال الفترة المُمتدَّة بين الساعة السابعة مساءً ومنتصف الليل.

## التصنيف والتسمية
ينتمي حوت العنبر إلى رُتبة الحيتانيَّات، وهي الرُّتبة التي تنتمي إليها جميع الحيتان والدلافين، كما تنتمي إلى طبقة الحيتان المُسنَّنة، وهي الطبقة التي تضم كافَّة الحيتان ذات الأسنان والدلافين. وحوتُ العنبر هو المُمثل الوحيد الباقي لجنس العنبر المُتضمِّن فصيلة حيتان العنبر، التي تشمل إلى جانب هذا النوع نوعان آخران هما: حوت العنبر القزمي (Kogia breviceps) وحوت العنبر القزم (K. simus)، اللذان يضعهما بعض العلماء في فصيلةٍ مُستقلَّة. بالمُقابل يجمع بعض العلماء حيتان العنبر القزمة وحوت العنبر الكبير في فيلقٍ واحد.
كان حوت العنبر أحد الأنواع الرئيسيَّة التي وصفها عالم الحيوان السويدي كارلوس لينيوس عام 1758 في مؤلَّفه حامل عنوان «النظام الطبيعي» (اللاتينية: Systema Naturae)، وقد اعتبر في حينها أنَّ جنس العنبر يضم أربعة أنواع. سُرعان ما اكتشف العُلماء بعد ذلك خطأ هذا القول وأنَّ الجنس يضمُّ نوعًا واحدًا فقط، لكنهم اختلفوا حول ما إذا كان يجب تسميته P. catodon أو P. macrocephalus، وهما اسمان علميَّان من ضمن الأسماء التي ابتكرها لينيوس. لا يزال كِلا الاسمان العلميَّان مُستخدمان حنى اليوم، غير أنَّ العُلماء اللاحقين فضَّلوا إطلاق اسم الجنس macrocephalus على هذه الحيتان مُعتبرينه الاسم الأصح، وأنَّ catodon يُشكِّلُ مُرادفًا أقل شئنًا.[أ]

## التاريخ التطوري

### السجل الأحفوري
|  | حوت العنبر القزمي |
|  |                   |
|  | حوت العنبر القزم  |
|  |                   |

|  | حيتان عنبر أخرى† |
|  |                  |
|  | حوت العنبر       |
|  |                  |

|  | حوت العنبر القزمي |
|  |                   |
|  | حوت العنبر القزم  |
|  |                   |

|  | حيتان عنبر أخرى† |
|  |                  |
|  | حوت العنبر       |
|  |                  |

|  | حوت العنبر القزمي |
|  |                   |
|  | حوت العنبر القزم  |
|  |                   |

|  | حيتان عنبر أخرى† |
|  |                  |
|  | حوت العنبر       |
|  |                  |

|  | حوت العنبر القزمي |
|  |                   |
|  | حوت العنبر القزم  |
|  |                   |

|  | حيتان عنبر أخرى† |
|  |                  |
|  | حوت العنبر       |
|  |                  |

|  | \| \| دلافين نهريَّة أخرى \| \| \| \| \| \| دلافين المحيطات \| \| \| \| \| \| خنازير البحر \| \| \| \| \| \| الحيتان القطبية \| \| \| \| |
|  | |
|  | الحيتان المنقاريَّة |
|  | |
|  | دلافين نهريَّة أخرى |
|  | |
|  | دلافين المحيطات |
|  | |
|  | خنازير البحر |
|  | |
|  | الحيتان القطبية |
|  | |

|  | دلافين نهريَّة أخرى |
|  |                   |
|  | دلافين المحيطات   |
|  |                   |
|  | خنازير البحر      |
|  |                   |
|  | الحيتان القطبية   |
|  |                   |

|  | \| \| دلافين نهريَّة أخرى \| \| \| \| \| \| دلافين المحيطات \| \| \| \| \| \| خنازير البحر \| \| \| \| \| \| الحيتان القطبية \| \| \| \| |
|  | |
|  | الحيتان المنقاريَّة |
|  | |
|  | دلافين نهريَّة أخرى |
|  | |
|  | دلافين المحيطات |
|  | |
|  | خنازير البحر |
|  | |
|  | الحيتان القطبية |
|  | |

|  | دلافين نهريَّة أخرى |
|  |                   |
|  | دلافين المحيطات   |
|  |                   |
|  | خنازير البحر      |
|  |                   |
|  | الحيتان القطبية   |
|  |                   |

|  | حوت العنبر القزمي |
|  |                   |
|  | حوت العنبر القزم  |
|  |                   |

|  | حيتان عنبر أخرى† |
|  |                  |
|  | حوت العنبر       |
|  |                  |

|  | حوت العنبر القزمي |
|  |                   |
|  | حوت العنبر القزم  |
|  |                   |

|  | حيتان عنبر أخرى† |
|  |                  |
|  | حوت العنبر       |
|  |                  |

|  | حوت العنبر القزمي |
|  |                   |
|  | حوت العنبر القزم  |
|  |                   |

|  | حيتان عنبر أخرى† |
|  |                  |
|  | حوت العنبر       |
|  |                  |

|  | حوت العنبر القزمي |
|  |                   |
|  | حوت العنبر القزم  |
|  |                   |

|  | حيتان عنبر أخرى† |
|  |                  |
|  | حوت العنبر       |
|  |                  |

|  | \| \| دلافين نهريَّة أخرى \| \| \| \| \| \| دلافين المحيطات \| \| \| \| \| \| خنازير البحر \| \| \| \| \| \| الحيتان القطبية \| \| \| \| |
|  | |
|  | الحيتان المنقاريَّة |
|  | |
|  | دلافين نهريَّة أخرى |
|  | |
|  | دلافين المحيطات |
|  | |
|  | خنازير البحر |
|  | |
|  | الحيتان القطبية |
|  | |

|  | دلافين نهريَّة أخرى |
|  |                   |
|  | دلافين المحيطات   |
|  |                   |
|  | خنازير البحر      |
|  |                   |
|  | الحيتان القطبية   |
|  |                   |

|  | \| \| دلافين نهريَّة أخرى \| \| \| \| \| \| دلافين المحيطات \| \| \| \| \| \| خنازير البحر \| \| \| \| \| \| الحيتان القطبية \| \| \| \| |
|  | |
|  | الحيتان المنقاريَّة |
|  | |
|  | دلافين نهريَّة أخرى |
|  | |
|  | دلافين المحيطات |
|  | |
|  | خنازير البحر |
|  | |
|  | الحيتان القطبية |
|  | |

|  | دلافين نهريَّة أخرى |
|  |                   |
|  | دلافين المحيطات   |
|  |                   |
|  | خنازير البحر      |
|  |                   |
|  | الحيتان القطبية   |
|  |                   |

|  | حوت العنبر القزمي |
|  |                   |
|  | حوت العنبر القزم  |
|  |                   |

|  | حيتان عنبر أخرى† |
|  |                  |
|  | حوت العنبر       |
|  |                  |

|  | حوت العنبر القزمي |
|  |                   |
|  | حوت العنبر القزم  |
|  |                   |

|  | حيتان عنبر أخرى† |
|  |                  |
|  | حوت العنبر       |
|  |                  |

|  | حوت العنبر القزمي |
|  |                   |
|  | حوت العنبر القزم  |
|  |                   |

|  | حيتان عنبر أخرى† |
|  |                  |
|  | حوت العنبر       |
|  |                  |

|  | حوت العنبر القزمي |
|  |                   |
|  | حوت العنبر القزم  |
|  |                   |

|  | حيتان عنبر أخرى† |
|  |                  |
|  | حوت العنبر       |
|  |                  |

|  | \| \| دلافين نهريَّة أخرى \| \| \| \| \| \| دلافين المحيطات \| \| \| \| \| \| خنازير البحر \| \| \| \| \| \| الحيتان القطبية \| \| \| \| |
|  | |
|  | الحيتان المنقاريَّة |
|  | |
|  | دلافين نهريَّة أخرى |
|  | |
|  | دلافين المحيطات |
|  | |
|  | خنازير البحر |
|  | |
|  | الحيتان القطبية |
|  | |

|  | دلافين نهريَّة أخرى |
|  |                   |
|  | دلافين المحيطات   |
|  |                   |
|  | خنازير البحر      |
|  |                   |
|  | الحيتان القطبية   |
|  |                   |

|  | \| \| دلافين نهريَّة أخرى \| \| \| \| \| \| دلافين المحيطات \| \| \| \| \| \| خنازير البحر \| \| \| \| \| \| الحيتان القطبية \| \| \| \| |
|  | |
|  | الحيتان المنقاريَّة |
|  | |
|  | دلافين نهريَّة أخرى |
|  | |
|  | دلافين المحيطات |
|  | |
|  | خنازير البحر |
|  | |
|  | الحيتان القطبية |
|  | |

|  | دلافين نهريَّة أخرى |
|  |                   |
|  | دلافين المحيطات   |
|  |                   |
|  | خنازير البحر      |
|  |                   |
|  | الحيتان القطبية   |
|  |                   |

|  | حوت العنبر القزمي |
|  |                   |
|  | حوت العنبر القزم  |
|  |                   |

|  | حيتان عنبر أخرى† |
|  |                  |
|  | حوت العنبر       |
|  |                  |

|  | حوت العنبر القزمي |
|  |                   |
|  | حوت العنبر القزم  |
|  |                   |

|  | حيتان عنبر أخرى† |
|  |                  |
|  | حوت العنبر       |
|  |                  |

|  | حوت العنبر القزمي |
|  |                   |
|  | حوت العنبر القزم  |
|  |                   |

|  | حيتان عنبر أخرى† |
|  |                  |
|  | حوت العنبر       |
|  |                  |

|  | حوت العنبر القزمي |
|  |                   |
|  | حوت العنبر القزم  |
|  |                   |

|  | حيتان عنبر أخرى† |
|  |                  |
|  | حوت العنبر       |
|  |                  |

|  | \| \| دلافين نهريَّة أخرى \| \| \| \| \| \| دلافين المحيطات \| \| \| \| \| \| خنازير البحر \| \| \| \| \| \| الحيتان القطبية \| \| \| \| |
|  | |
|  | الحيتان المنقاريَّة |
|  | |
|  | دلافين نهريَّة أخرى |
|  | |
|  | دلافين المحيطات |
|  | |
|  | خنازير البحر |
|  | |
|  | الحيتان القطبية |
|  | |

|  | دلافين نهريَّة أخرى |
|  |                   |
|  | دلافين المحيطات   |
|  |                   |
|  | خنازير البحر      |
|  |                   |
|  | الحيتان القطبية   |
|  |                   |

|  | \| \| دلافين نهريَّة أخرى \| \| \| \| \| \| دلافين المحيطات \| \| \| \| \| \| خنازير البحر \| \| \| \| \| \| الحيتان القطبية \| \| \| \| |
|  | |
|  | الحيتان المنقاريَّة |
|  | |
|  | دلافين نهريَّة أخرى |
|  | |
|  | دلافين المحيطات |
|  | |
|  | خنازير البحر |
|  | |
|  | الحيتان القطبية |
|  | |

|  | دلافين نهريَّة أخرى |
|  |                   |
|  | دلافين المحيطات   |
|  |                   |
|  | خنازير البحر      |
|  |                   |
|  | الحيتان القطبية   |
|  |                   |

|  | حوت العنبر القزمي |
|  |                   |
|  | حوت العنبر القزم  |
|  |                   |

|  | حيتان عنبر أخرى† |
|  |                  |
|  | حوت العنبر       |
|  |                  |

|  | حوت العنبر القزمي |
|  |                   |
|  | حوت العنبر القزم  |
|  |                   |

|  | حيتان عنبر أخرى† |
|  |                  |
|  | حوت العنبر       |
|  |                  |

|  | حوت العنبر القزمي |
|  |                   |
|  | حوت العنبر القزم  |
|  |                   |

|  | حيتان عنبر أخرى† |
|  |                  |
|  | حوت العنبر       |
|  |                  |

|  | حوت العنبر القزمي |
|  |                   |
|  | حوت العنبر القزم  |
|  |                   |

|  | حيتان عنبر أخرى† |
|  |                  |
|  | حوت العنبر       |
|  |                  |

|  | \| \| دلافين نهريَّة أخرى \| \| \| \| \| \| دلافين المحيطات \| \| \| \| \| \| خنازير البحر \| \| \| \| \| \| الحيتان القطبية \| \| \| \| |
|  | |
|  | الحيتان المنقاريَّة |
|  | |
|  | دلافين نهريَّة أخرى |
|  | |
|  | دلافين المحيطات |
|  | |
|  | خنازير البحر |
|  | |
|  | الحيتان القطبية |
|  | |

|  | دلافين نهريَّة أخرى |
|  |                   |
|  | دلافين المحيطات   |
|  |                   |
|  | خنازير البحر      |
|  |                   |
|  | الحيتان القطبية   |
|  |                   |

|  | \| \| دلافين نهريَّة أخرى \| \| \| \| \| \| دلافين المحيطات \| \| \| \| \| \| خنازير البحر \| \| \| \| \| \| الحيتان القطبية \| \| \| \| |
|  | |
|  | الحيتان المنقاريَّة |
|  | |
|  | دلافين نهريَّة أخرى |
|  | |
|  | دلافين المحيطات |
|  | |
|  | خنازير البحر |
|  | |
|  | الحيتان القطبية |
|  | |

|  | دلافين نهريَّة أخرى |
|  |                   |
|  | دلافين المحيطات   |
|  |                   |
|  | خنازير البحر      |
|  |                   |
|  | الحيتان القطبية   |
|  |                   |

|  | حوت العنبر القزمي |
|  |                   |
|  | حوت العنبر القزم  |
|  |                   |

|  | حيتان عنبر أخرى† |
|  |                  |
|  | حوت العنبر       |
|  |                  |

|  | حوت العنبر القزمي |
|  |                   |
|  | حوت العنبر القزم  |
|  |                   |

|  | حيتان عنبر أخرى† |
|  |                  |
|  | حوت العنبر       |
|  |                  |

|  | حوت العنبر القزمي |
|  |                   |
|  | حوت العنبر القزم  |
|  |                   |

|  | حيتان عنبر أخرى† |
|  |                  |
|  | حوت العنبر       |
|  |                  |

|  | حوت العنبر القزمي |
|  |                   |
|  | حوت العنبر القزم  |
|  |                   |

|  | حيتان عنبر أخرى† |
|  |                  |
|  | حوت العنبر       |
|  |                  |

|  | \| \| دلافين نهريَّة أخرى \| \| \| \| \| \| دلافين المحيطات \| \| \| \| \| \| خنازير البحر \| \| \| \| \| \| الحيتان القطبية \| \| \| \| |
|  | |
|  | الحيتان المنقاريَّة |
|  | |
|  | دلافين نهريَّة أخرى |
|  | |
|  | دلافين المحيطات |
|  | |
|  | خنازير البحر |
|  | |
|  | الحيتان القطبية |
|  | |

|  | دلافين نهريَّة أخرى |
|  |                   |
|  | دلافين المحيطات   |
|  |                   |
|  | خنازير البحر      |
|  |                   |
|  | الحيتان القطبية   |
|  |                   |

|  | \| \| دلافين نهريَّة أخرى \| \| \| \| \| \| دلافين المحيطات \| \| \| \| \| \| خنازير البحر \| \| \| \| \| \| الحيتان القطبية \| \| \| \| |
|  | |
|  | الحيتان المنقاريَّة |
|  | |
|  | دلافين نهريَّة أخرى |
|  | |
|  | دلافين المحيطات |
|  | |
|  | خنازير البحر |
|  | |
|  | الحيتان القطبية |
|  | |

|  | دلافين نهريَّة أخرى |
|  |                   |
|  | دلافين المحيطات   |
|  |                   |
|  | خنازير البحر      |
|  |                   |
|  | الحيتان القطبية   |
|  |                   |

|  | حوت العنبر القزمي |
|  |                   |
|  | حوت العنبر القزم  |
|  |                   |

|  | حيتان عنبر أخرى† |
|  |                  |
|  | حوت العنبر       |
|  |                  |

|  | حوت العنبر القزمي |
|  |                   |
|  | حوت العنبر القزم  |
|  |                   |

|  | حيتان عنبر أخرى† |
|  |                  |
|  | حوت العنبر       |
|  |                  |

|  | حوت العنبر القزمي |
|  |                   |
|  | حوت العنبر القزم  |
|  |                   |

|  | حيتان عنبر أخرى† |
|  |                  |
|  | حوت العنبر       |
|  |                  |

|  | حوت العنبر القزمي |
|  |                   |
|  | حوت العنبر القزم  |
|  |                   |

|  | حيتان عنبر أخرى† |
|  |                  |
|  | حوت العنبر       |
|  |                  |

|  | \| \| دلافين نهريَّة أخرى \| \| \| \| \| \| دلافين المحيطات \| \| \| \| \| \| خنازير البحر \| \| \| \| \| \| الحيتان القطبية \| \| \| \| |
|  | |
|  | الحيتان المنقاريَّة |
|  | |
|  | دلافين نهريَّة أخرى |
|  | |
|  | دلافين المحيطات |
|  | |
|  | خنازير البحر |
|  | |
|  | الحيتان القطبية |
|  | |

|  | دلافين نهريَّة أخرى |
|  |                   |
|  | دلافين المحيطات   |
|  |                   |
|  | خنازير البحر      |
|  |                   |
|  | الحيتان القطبية   |
|  |                   |

|  | \| \| دلافين نهريَّة أخرى \| \| \| \| \| \| دلافين المحيطات \| \| \| \| \| \| خنازير البحر \| \| \| \| \| \| الحيتان القطبية \| \| \| \| |
|  | |
|  | الحيتان المنقاريَّة |
|  | |
|  | دلافين نهريَّة أخرى |
|  | |
|  | دلافين المحيطات |
|  | |
|  | خنازير البحر |
|  | |
|  | الحيتان القطبية |
|  | |

|  | دلافين نهريَّة أخرى |
|  |                   |
|  | دلافين المحيطات   |
|  |                   |
|  | خنازير البحر      |
|  |                   |
|  | الحيتان القطبية   |
|  |                   |

|  | حوت العنبر القزمي |
|  |                   |
|  | حوت العنبر القزم  |
|  |                   |

|  | حيتان عنبر أخرى† |
|  |                  |
|  | حوت العنبر       |
|  |                  |

|  | حوت العنبر القزمي |
|  |                   |
|  | حوت العنبر القزم  |
|  |                   |

|  | حيتان عنبر أخرى† |
|  |                  |
|  | حوت العنبر       |
|  |                  |

|  | حوت العنبر القزمي |
|  |                   |
|  | حوت العنبر القزم  |
|  |                   |

|  | حيتان عنبر أخرى† |
|  |                  |
|  | حوت العنبر       |
|  |                  |

|  | حوت العنبر القزمي |
|  |                   |
|  | حوت العنبر القزم  |
|  |                   |

|  | حيتان عنبر أخرى† |
|  |                  |
|  | حوت العنبر       |
|  |                  |

|  | \| \| دلافين نهريَّة أخرى \| \| \| \| \| \| دلافين المحيطات \| \| \| \| \| \| خنازير البحر \| \| \| \| \| \| الحيتان القطبية \| \| \| \| |
|  | |
|  | الحيتان المنقاريَّة |
|  | |
|  | دلافين نهريَّة أخرى |
|  | |
|  | دلافين المحيطات |
|  | |
|  | خنازير البحر |
|  | |
|  | الحيتان القطبية |
|  | |

|  | دلافين نهريَّة أخرى |
|  |                   |
|  | دلافين المحيطات   |
|  |                   |
|  | خنازير البحر      |
|  |                   |
|  | الحيتان القطبية   |
|  |                   |

|  | \| \| دلافين نهريَّة أخرى \| \| \| \| \| \| دلافين المحيطات \| \| \| \| \| \| خنازير البحر \| \| \| \| \| \| الحيتان القطبية \| \| \| \| |
|  | |
|  | الحيتان المنقاريَّة |
|  | |
|  | دلافين نهريَّة أخرى |
|  | |
|  | دلافين المحيطات |
|  | |
|  | خنازير البحر |
|  | |
|  | الحيتان القطبية |
|  | |

|  | دلافين نهريَّة أخرى |
|  |                   |
|  | دلافين المحيطات   |
|  |                   |
|  | خنازير البحر      |
|  |                   |
|  | الحيتان القطبية   |
|  |                   |

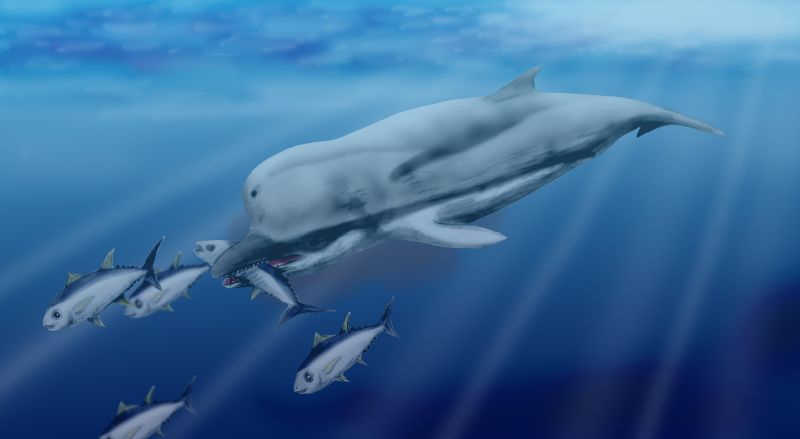
رسم تخيلي لحوت العنبر السفَّاح، أحد الأجناس المُنقرضة من حيتان العنبر.

إنَّ السجلَّ الأحفوري لحيتان العنبر فقير لم يُزوّد العلماء بما يكفي من المعلومات لتتبّع تاريخ هذه الحيوانات، لكن على الرغم من ذلك تمَّ إدراج عدَّة أجناس مُنقرضة في فرع العنبريَّات الحيوي، الذي يضم السلف الأخير المُشترك لكُلٍّ من حوت العنبر وحوت العنبر القزمي وحوت العنبر القزم، وكلّ الأجناس والفصائل والأنواع المُتحدرة منه والتي تمَّ العثور على مُستحثاتها، من شاكلة «حوت العنبر السفَّاح» (Zygophyseter varolai). أقدمُ الأجناس التي عُثر عليها والتي تُظهرُ سماتٍ شبيهة بسمات حيتان العنبر هي جنس Ferecetotherium، وقد اكُشفت بقاياه في أذربيجان وقدَّر العلماء أنَّها تعود للعصر الضُحوي (الأوليغوسيني، ما بين 28 إلى 23 مليون سنة تقريبًا)، ومن أبرز سماته خطمه اللامُتماثل. مُعظم مُستحاثات حيتان العنبر ترجع إلى العصر الثُلثي الأوسط (الميوسيني، ما بين 23 إلى 5 ملايين سنة)، ومنها جنس Diaphorocetus الذي عُثر على أحافيره في الأرجنتين وقُدِّرت بأنها تعود لأوائل العصر سالف الذِكر. من مُستحاثات الأجناس العائدة لأواسط العصر الميوسيني، مُستحاثات مثل: Aulophyseter، وIdiorophus، وOrycterocetus، وكُلُّها اكتُشفت على طول الساحل الغربي للولايات المُتحدة الأمريكيَّة، وجنس Scaldicetus المُكتشف في أوروبا واليابان. كذلك تمَّ العثور على مُستحاثات Orycterocetus في شمال المحيط الأطلسي وفي البحر المتوسط، بالإضافة للساحل الغربي الأمريكي. أيضًا عُثر في أوروبا على جنس Placoziphius وفي البيرو على جنس Acrophyseter، وكِلاهما يعود لأواخر العصر الميوسيني.
تختلفُ حيتان العنبر الأحفوريَّة عن حيتان العنبر المُعاصرة من عدَّة نواحي، أبرزها عدد أسنانها وشكل الوجه والفك. فعلى سبيل المِثال امتلكت الحيتان المُنتمية لجنس Scaldicetus خطمًا مُدبَّبًا، والأجناس العائدة للعصر الضُحوي وأوائل ومنتصف العصر الميوسيني، باستثناء Aulophyseter على الأرجح، امتلكت أسنانًا في فكِّها العلوي. وجنس Acrophyseter من أواخر العصر الميوسيني امتلك أسنانًا في فكّيه العلوي والسفلي على حدٍ سواء، بالإضافة لخطمٍ قصير وفكٍ سُفلي ينعقف نحو الأعلى. تُفيد هذه الاختلافات بأنَّ الأنواع الأحفوريَّة المُكتشفة قد لا تكون أكلة حبَّارٍ غوَّاصة مثل حيتان العنبر المُعاصرة، بل سمَّاكة (آكلة للسمك). عُثر على مُستحاثات حوت العنبر القاتل في جنوب إيطاليا، وتبيَّن أنها تعود للفترة المُمتدَّة بين أواسط واواخر العصر الميوسيني، وتُظهرُ أحافيرها أنَّها امتلكت أسنانًا في كلا الفكَّين، وأنَّها تأقلمت للإمساك بالفرائس الضخمة عوض الصغيرة، مثل الحيتان السفَّاحة المُعاصرة.

### النسالة
كانت النظريَّة السائدة هي تلك القائلة بأنَّ الحيتان البالينيَّة والحيتان المنقاريَّة تطوَّرت من حيتانٍ بدائيَّة خلال أوائل العصر الضحوي، وأنَّ فيلق العنبريَّات الذي يضم حوت العنبر الضخم، وحوتيّ العنبر القزمي والقزم، انشقَّ عن حيتانٍ مُسننة أخرى بعد فترةٍ قريبة من ذلك، منذ حوالي 23 مليون سنة. خلال الفترة المُمتدة بين عاميّ 1993 و1996، أجرى العُلماء تحليلاتٍ وراثيَّة عرقيَّة جُزيئيَّة استنادًا إلى مورثات عددٍ من الأنواع المُختلفة من الحيتان المُعاصرة، فتبيَّن على أثرها أنَّ حيتان العنبر أكثر قربًا إلى الحيتان البالينيَّة من قربها إلى الحيتان المُسننة الأخرى، مما يعني أنَّ تلك الحيتان (المُسنَّنة) ليست أحاديَّة النمط الخلوي، وبتعبيرٍ آخر فإنَّها لم تتحدَّر جميعها من ذات السلف المُشترك. غير أنَّهُ وفي دراساتٍ أخرى أحدث، أظهرت التحليلات المبنيَّة على التشريح المُقارن والتحليلات الوراثيَّة الجُزيئيَّة، أنَّ الدراسة السابقة القائلة بعدم أحاديَّة نمط الحيتان المُسنَّنة ليست دقيقة، وأنَّ العكس صحيح.
أكَّدت تلك التحليلات أيضًا حصول تشعُّب تطوري لفيلق العنبريَّات خلال العصر الميوسيني، وأنَّ حوتيّ العنبر القزمي والقزم انشقَّا عن حيتان العنبر الضخمة منذ حوالي 8 ملايين سنة على الأقل.

## العلاقة مع البشر

### الصيد التاريخي

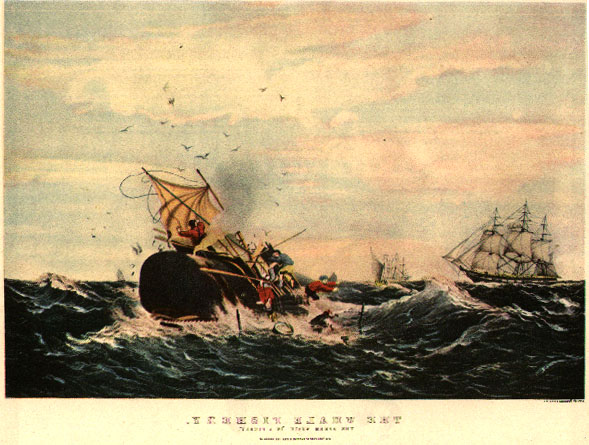
رسمٌ يعود للقرن التاسع عشر يُظهرُ كيف كان يتم صيد حيتان العنبر باستخدام القوارب المكشوفة والرماح، الأمر الذي كان يتسببُ في الكثير من الأحيان بمقتل طاقم البحَّارة كاملًا أو عدد عظيم منهم.

تعرَّضت حيتان العنبر للصيد المُكثَّف طيلة القرون الثامنة عشر والتاسعة عشر والعشرين بفعل الطلب المُرتفع على ما تُنتجه أجسادها من العنبر، والزيوت (التي يُحصل عليها من شحومها). وكانت هذه المُنتجات تُستخدم في صناعة عدد من الكماليَّات من شاكلة: الشموع، والصابون، ومستحضرات التجميل، وزيوت الآلات، وبعض أنواع مواد التشحيم، وزيوت المصابيح، وأقلام الرصاص، وأقلام الشمع، والمواد المانعة لتسرّب المياه، والمواد المُضادة للصدأ، والكثير من المُركبات الدوائيَّة. أمَّا العنبر بالذَّات، وهو مادَّةٌ صُلبة شمعيَّة وقابلة للاشتعال تُنتجُ في معيّ الحوت، فكان يُستخدم كمُثبِّتٍ للعطور.
قُبيل القرن الثامن عشر، كان أهل إندونيسيا الأصليّون هم أكثر الشعوب صيدًا لحيتان العنبر. تقول الأسطورة أنَّه في أوائل القرن سالف الذِكر، حوالي سنة 1712، كان القبطان كريستوفر هاسي يُطاردُ الحيتان الصائبة في بحار الشمال على مقربةٍ من إحدى الشواطئ، فدفعت الرياح بسفينته للجنوح بعيدًا عن الشاطئ، فلقيَ سربًا من حيتان العنبر حيثُ قام بقتل أحدها على الفور. على الرغم من أنَّ تلك القصَّة يُحتمل أن تكون من نسج الخيال، إلَّا أنَّه في غضون ذلك الوقت أخذ صيَّادو الحيتان الأمريكيّون يُلاحقون حيتان العنبر ويصيدونها. قال القاضي پول دادلي في مقالٍ له من عام 1725 يحملُ عنوان: مقالٌ عن التاريخ الطبيعي للحيتان (بالإنكليزيَّة: Essay upon the Natural History of Whales) أنَّ شخصٌ يُدعى «أتكينز» كان قد أمضى عشر أو اثنا عشر سنة في تجارة مُنتجات الحيتان، كان أوَّل من اصطاد حيتان العنبر حوالي عام 1720 مُقابل ساحل إنكلترا الجديدة.
إنَّ الوثائق التي تُشيرُ إلى صيد حيتان العنبر خلال العقود القليلة الأولى (1709-عقد 1730) من بداية هذه التجارة قليلةٌ ونادرة، مما يُفيد بأنَّ صيدها لم يكن مألوفًا بعد. عوض ذلك كانت المراكب الشراعيَّة تتركَّز في المياه الضحلة لجزيرة نانتوكيت حيث تصطاد الحيتان الصائبة، أو تتجه إلى مضيق دايڤيس لصيد الحيتان مقوَّسة الرأس. بحلول عقد الأربعينيَّات من القرن الثامن عشر، ومع ابتكار الشموع العنبريَّة (قُبيل عام 1743)، أخذت سُفن الصيد الأمريكيَّة تُركّز على صيد حيتان العنبر. تنص مُذكرات بنيامين بانگز (1721–1769) أنَّه اكتشف ثلاثة مراكب شراعيَّة أخرى إلى جانب مركبه الشراعي تُلاحق وتصطاد حيتان العنبر قبالة شاطئ كارولينا الشماليَّة في أواخر شهر مايو من عام 1743. كما يقول أنَّه بعد عودته إلى نانتوكيت في صيف سنة 1744 اكتشف أنَّ الصيَّادون «أحضروا 45 عنبريَّة إلى هُناك في ذات اليوم»، مما يدل على أنَّ صيد الحيتان من قِبل الصيَّادون الأمريكيّون كان قد أصبح في أوجه.

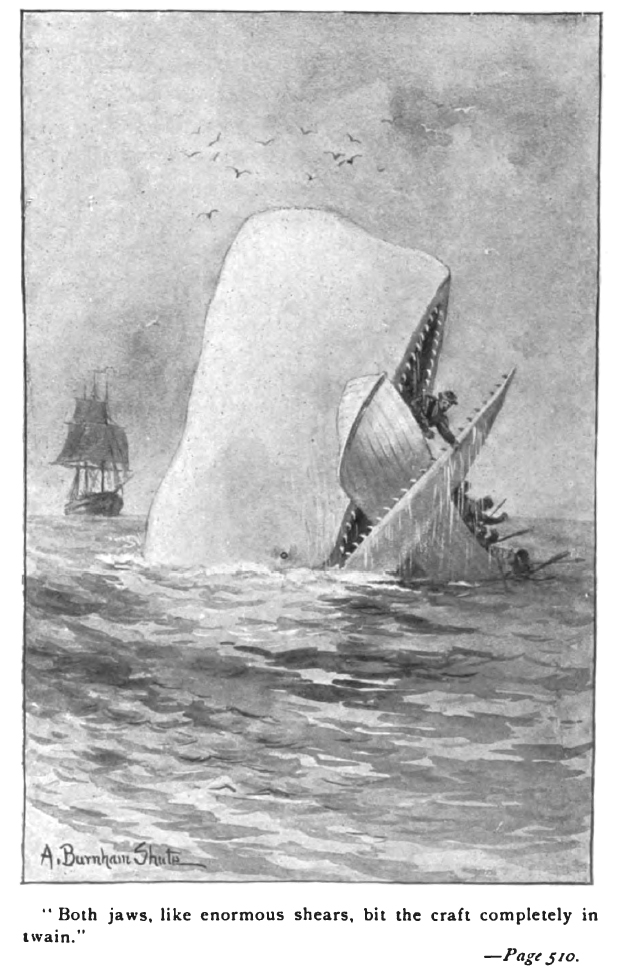
رسمٌ من كتاب موبي دك يُظهر حوت العنبر الأبيض وقد انقضَّ على قارب البحَّارة الذين حاولوا صيده، وهذا تجسيدٌ لما كان يحصل في الكثير من الأحيان عندما يُحاول البحَّارة صيد ذكر حوت عنبر.

سُرعان ما انتشر صيد حيتان العنبر من الساحل الشرقي للمُستعمرات الأمريكيَّة إلى منطقة تيَّار الخليج، ثمَّ منطقة المُنحدرات الكُبرى، فإفريقيا الغربيَّة (1763)، وجزر الآزور (1765)، وجنوب المحيط الأطلسي (عقد 1770). خلال الفترة المُمتدة بين عاميّ 1770 و1775، كانت مرافئ مُستعمرات ماساتشوستس، ونيويورك، وكونيتيكت، ورود آيلاند، تُصدِّرُ 45,000 برميل من زيوت العنبر سنويًّا، مُقابل 8,500 برميل من زيوت الحيتان. خلال هذا العقد، أخذ البريطانيّون يتحوَّلون إلى صيد حيتان العنبر، مُستخدمين في ذلك طواقم بحريَّة أمريكيَّة كاملة. وبحلول العقد التالي كان الفرنسيّون قد دخلوا هذه التجارة مُستخدمين البحَّارة الأمريكيَّن كذلك. ارتفعت نسبة صيد حيتان العنبر حتى أواسطى القرن التاسع عشر، إذ أنَّ الزيت العنبري كان مطلوبًا بشدَّة للإنارة العموميَّة (إنارة أبراج المنارات مثلًا، حيث استمرَّ يُستخدم في الولايات المُتحدة حتى عام 1862 عندما استُبدل بشحم الخنزير، الذي استُبدل بدوره بالنفط)، ولتشحيم الآلات (مثل تلك المُستخدمة في حلج القطن) التي ظهرت خلال الثورة الصناعيَّة. تراجعت نسبة صيد حيتان العنبر خلال النصف الثاني من القرن التاسع عشر، بعد أن انتشر استعمال النفط، وقد أدّى هذا بشكلٍ أو بآخر إلى حماية الحيتان من المزيد من الاستغلال التجاري وسمح لجمهراتها أن تنتعش بعض الشيء. كان صيد حيتان العنبر قد ابتدأ على نحوٍ ضيِّق خلال القرن الثامن عشر، فكانت بضعة مراكب شراعيَّة تُبحر حاملةً معها مركبٌ واحد أو اثنين مُخصصان للصيد، ومع مرور الوقت أخذ حجم أساطيل الصيد يزداد شيئًا فشيئًا، وأُدخلت أحدث السُفن في المصلحة. وفي أواخر القرن الثامن عشر وأوائل التاسع عشر ازداد عدد الأساطيل بشكلٍ ملحوظ وانتشرت في كافَّة البحار والمُحيطات، فكانت تصيدُ حيتان العنبر في المحيط الهادئ، والمحيط الهندي، وسواحل اليابان وشبه الجزيرة العربيَّة وأستراليا ونيوزيلندا. وقد اشتُهر صيد حيتان العنبر بالخطورة الشديدة، وبالأخص صيد الذكور منها، كونها تستدير لمُهاجمة الصيَّادين وقواربهم إن أصيبت برماحهم، على العكس من مُعظم الحيتان البالينيَّة، وتستخدم في ذلك رؤوسها الضخمة لضرب القارب وقلبه في المياه. لعلَّ أشهر هجومٍ لحوت عنبر على قوارب الصيَّادين كان الهجوم الذي وقع يوم 28 نوفمبر سنة 1820، عندما قام ذكرٌ قيل أنَّ طوله بلغ 25.9 أمتار (85 قدمًا) بضرب سفينة صيد من نانتوكيت تحمل اسم إسكس وأغرقها وقتل أغلب طاقمها البالغ عددهم 21 بحَّارًا، ولم ينجُ منهم سوى 8 بحَّارة. يُعتقد أنَّ هذه الحادثة هي ما أوحى للكاتب هرمان ملڤيل أن يكتب روايته الشهيرة «موبي دك».

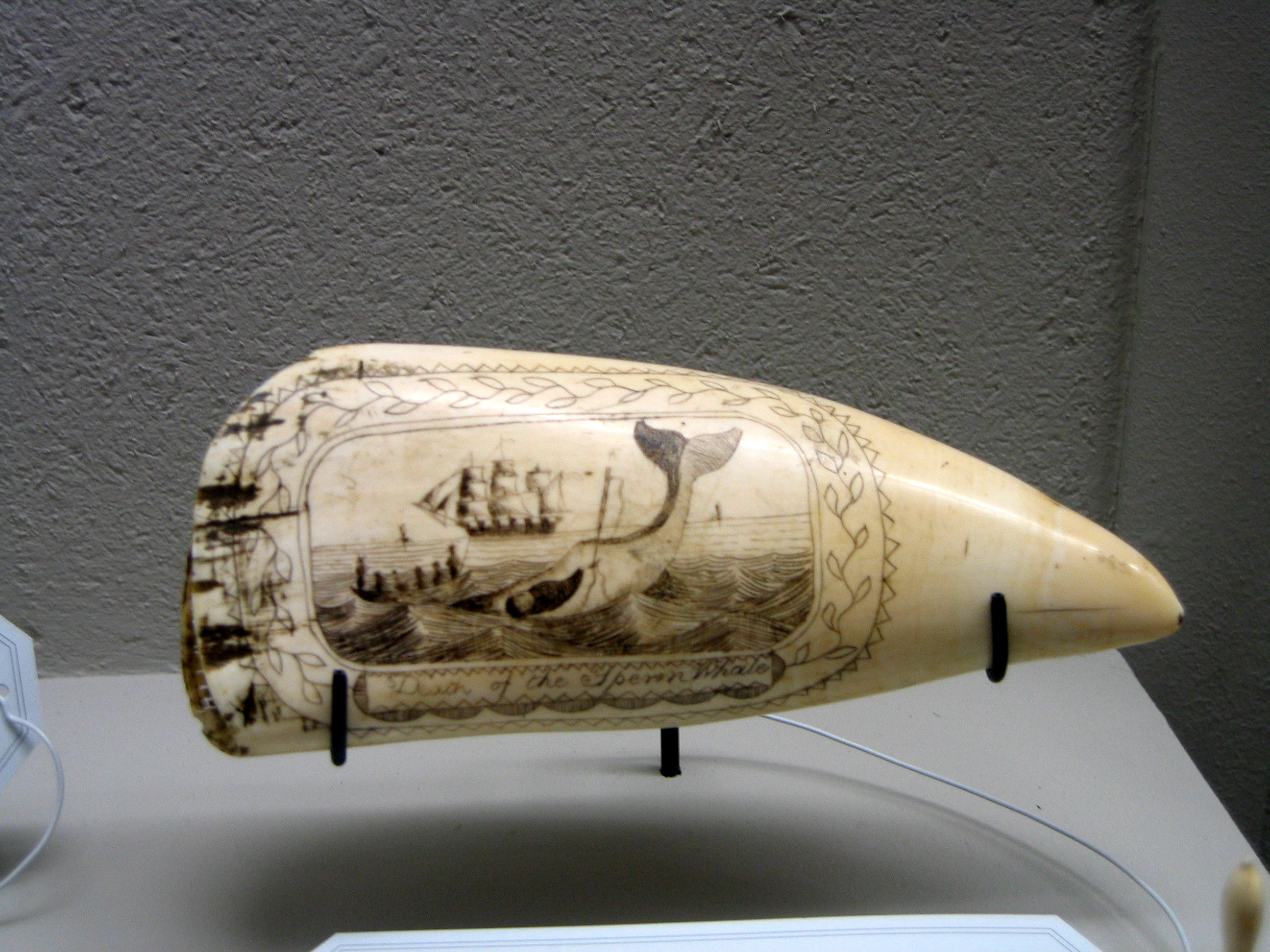
رسمٌ بالحبر على سنٍ يعود لحوت عنبر. عُرف هذا الشكل من أشكال الفن باسم السكريمشو، وكان البحَّارة يلجأون إليه لتمضية الوقت بين الصيد والآخر.

بالإضافة إلى مُنتجات أعضاء الحيتان من زيوتٍ وشحوم، كان البحَّارة يصطادون حيتان العنبر للحصول على أسنانها العاجيَّة، وينقشون عليها رسوماتٍ حبريَّة تُعرف باسم السكريمشو. أمَّا لصناعة منحوتةٍ عاجيَّة كاملة فكان النحَّاتُ يحتاجُ إلى حوالي ثلاثين سنًّا من الحوت، وكُلُّ سنٍ من هذه الأسنان (التي يصل طولها إلى 8 إنشات وعرضها إلى 3) مُجوَّفة حتى نصفها، وكما هو حال عاج الفظ، فإنَّ أسنان حوت العنبر مُغلَّفةٌ بطبقتين مُختلفتين، غير أنَّ عاجُ الحوت يتمتَّع بطبقةٍ داخليَّة أكثر سماكة. تراجع فنُّ النقش على أسنان الحيتان بشكلٍ كبير بعد أن توقفت عدَّة بلدان عن صيدها وحبست أساطيلها المُخصصة لذلك خلال عقد الثمانينيَّات من القرن التاسع عشر. أمَّا في الزمن الحالي، فإنَّ قانون الأنواع المُهددة الأمريكي واتفاقيَّة حظر الإتجار بالأنواع المُهددة (CITES)، يمنعان بيع وشراء أسنان حيتان العنبر المُصادة بعد عام 1973 سواء أكانت لا تزال خامًا أم نُقشت عليها رسومٌ.
أصبح صيدُ الحيتان خلال الربع الأوَّل من القرن العشرين أكثر فعاليَّةً من السابق وأكثر أمانًا من الصيد باستخدام القوارب المكشوفة والرمَّاحين. فالبواخر كانت أكثر سُرعةً وأكثر متانةً من السُفن الشراعيَّة، وظهرت مدافع الرماح ذات الرؤوس المُتفجرة لتعفي البحَّارة من النزول في المياه مع الحيتان. وكان صيدُ الحيتان المُعاصر يُركِّزُ على الحيتان البالينيَّة بشكلٍ رئيسيّ، لكن مع تراجع جمهراتها تحوَّل البحَّارة إلى حيتان العنبر مرَّة أخرى، وقد ازداد الطلب على الحيتان الأخيرة بشكلٍ خاص خلال الحرب العالميَّة الثانية، عندما احتاجت المصانع إلى العنبر لتشحيم الآلات الصناعيَّة الحربيَّة العاملة دون توقّف في إنتاج الأسلحة. خلال موسميّ 1941-2 و1942-3، اصطادت السفن النرويجيَّة وحدها ما يزيد عن 3,000 حوت عنبر قبالة سواحل الپيرو. بعد انتهاء الحرب عاد الطلب على عنبر الحيتان ليرتفع بعد أن انتعشت صناعات المواد الكماليَّة مُجددًا. كاد الصيّدُ المُكثَّف أن يؤدّي إلى انقراض الحيتان الضخمة بما فيها حيتان العنبر، إلى أن سُنَّت عدَّة تشريعات دوليَّة ومحليَّة منعت استعمال زيت وشحوم الحيتان في عام 1972. ومنحت اللجنة الدولية لصيد الحيتان حوت العنبر الحماية الكاملة في سنة 1985، لكن اليابان استمرَّت تُلاحق أسرابها وتصيدها في شمال المحيط الهادئ حتى سنة 1988.

رسم بياني يُظهرُ ارتفاع نسبة صيد حيتان العنبر خلال أواسط القرن التاسع عشر وخلال القرن العشرين.

يُعتقدُ أنَّ جُمهرة حيتان العنبر العالميَّة بلغت حوالي 1,100,000 حوت قُبيل الشروع في استغلالها تجاريًّا أوائل القرن الثامن عشر. بحلول عام 1880 كانت أعداد تلك الجمهرة قد تراجعت بحوالي 29% تقريبًا، ومُنذ ذلك التاريخ وحتَّى سنة 1946 يظهر بأنَّ الجمهرة أظهرت شيئًا من التعافي بعد أن قلَّ عليها ضغط الصيد. لكن بعد انتهاء الحرب العالميَّة الثانية عادت الجمهرة لتنخفض مُجددًّا وهذه المرَّة بشكلٍ أكبر من الفترة السابقة على الحرب، وتحديدًا بحوالي 33%. يُقدّرُ أنَّهُ خلال القرن التاسع عشر قُتل ما بين 184,000 و236,000 حوت عنبر على يد بحَّارة الأمم المُختلفة المُطلَّة على المُحيطات والتي اتخذت من صيد الحيتان مهنة، بينما في الفترة المُعاصرة قُتل حوالي 770,000 حوت وأغلبها خلال الفترة المُمتدَّة بين عاميّ 1946 و1980.
تُساهمُ حيتان العنبر في تخفيف مستوى الكربون في الجو عبر طرحها لفضلاتها الغنيَّة بالحديد إلى سطح الماء في المُحيط المُتجمّد الجنوبي. يُسبب البراز الغني بالحديد انتعاش العوالق النباتيَّة وازدياد كميَّتها، وهي بدورها تقوم باستنشاق كميَّة أكبر من الكربون. وعندما تموت العوالق الحيوانيَّة تغرق إلى قعر المُحيط آخذةً معها الكربون الجوّي. وبهذا يُمكنُ القول أنَّ صيد الحيتان أدّى إلى رفع مستوى الكربون عبر القضاء على عددٍ كبير من حيتان العنبر قاطنة المُحيط المُتجمّد الجنوبي، ويُقدَّر أنَّ كميَّة الكربون الزائدة التي تبقى في الجو كُلَّ سنة تبلغ مليونيّ طن، والتي كان بالإمكان تفاديها لو تمَّ الحفاظ على الحيتان منذ فترةٍ أبكر.
تُعتبرُ الجمهرات الباقية من حيتان العنبر كبيرةٌ بما فيه الكفاية حتى يُعتبر النوع ككل مُهددًا بالانقراض بدرجةٍ دُنيا عوض أن يكون مُهددًا بدرجةٍ وسطى. غير أنَّ تعافيها من الصيد الذي استمرَّ قرونًا طويلة بطيءٌ للغاية، وبالأخص في جنوب المُحيط الهادئ، حيث كان للصيد أثرٌ مُدمّرٌ على الذكور المُتناسلة الضخمة.

### حالة الانحفاظ الحاليَّة
إنَّ عدد حيتان العنبر الحالي غير معلوم على وجه اليقين، لكن يُقال أنَّها تبلغ مئات الألوف. يقول الخُبراء أنَّ وضعُ حيتان العنبر يبدو أكثر إشراقًا من وضع أنواعٌ أخرى حاليًّا. تاريخيًّا، كانت اليابان تصطاد عشرة حيتان في السنة، ومنذ عام 2006 أخذت تصطاد هذا العدد على مقربةٍ من سواحل إندونيسيا. فيما عدا اليابان، توقفت جميع دول العالم عن صيد حيتان العنبر وصادقت أغلب الدول التي اشتهرت بصيد الحيتان على اتفاقيَّة عدم المس بحيتان العنبر في أي مُحيط أو بحر، كما أخذ صيَّادو السمك يتجنبون الأنواع التي تقتات عليها الحيتان، يُستثنى من ذلك صيَّادو الأسماك في خليج ألاسكا الذين يتذمرون من الحيتان بفعل أنَّها تأكل الأسماك العالقة بأسلاك صيدهم.
أشدُّ الأخطار التي تُهدد حيتان العنبر حاليًّا هي العلق في شباك الصيد العملاقة والاصطدام بالسُفن. من المخاطر الأخرى التي تُهددها أيضًا: ابتلاع النفايات الصُلبة والاختناق بها، والضجيج المُحيطي، والتلوّث الكيمائي. يُصنِّفُ الاتحاد العالمي للحفاظ على الطبيعة حيتان العنبر على أنَّها مُهددة الانقراض بدرجةٍ دُنيا، فيما يُصنِّفها قانون الأنواع المُهددة الأمريكي أنَّها مُهددة بدرجةٍ وسطى.
وُضعت هذه الحيوانات ضمن قائمة الحيوانات المُضمَّنة في المُلحقين الأوَّل والثاني في اتفاقيَّة حماية الأنواع المُهاجرة (CMS). وقد وُضعت في المُلحق الأوَّل نظرًا لأنَّها صُنِّفت على أنَّها مُهددة بالانقراض في جميع أنحاء موطنها أو في قسمٍ كبيرٍ منه، ولأنَّ الأطراف التابعة والمُنتمية للاتفاقيَّة سالِفة الذِكر تسعى لحمايتها عبر الحفاظ على ما تبقّى من موائلها الطبيعيَّة أو استرجاع تلك الموائل التي زالت، وإزالة العقبات القائمة في دروب هجرتها والتحكّم في العوامل الأخرى التي يُحتمل أن تُهددها. كما وُضعت في المُلحق الثاني نظرًا لأنَّ حالة إنحفاظها الحاليَّة غير مُلائمة أو لأنَّه من الجائز أن تستفيد من الحماية الدوليَّة.

### الأهميَّة الثقافيَّة
تُعدُّ أسنان حوت العنبر المُعلَّقة بحبلٍ أو بسلسلة إحدى الرموز الثقافيَّة للشعوب قاطنة جزر وسواحل المُحيط الهادئ. في نيوزيلندا، يُمسمِّيها شعب الماوري «ري پوتا»؛ وكانت هذه الحلى والقلادات المصنوعة من أسنان الحيتان نادرة جدًا حيثُ أنَّ الماوري لم يكونوا من صيَّادي حيتان العنبر، ولم يُشكِّلُ صيدها يومًا جزءًا من ثقافتهم، بل كانوا يحصلون على عاج الحوت وعظامه من بعض الحيتان النافقة التي جرفها الموج على الشاطئ. وفي فيجي، كانت الأسنانُ تُعرف باسم «تابوا»، وكان أهلُ الجزيرة يُقدمونها كهدايا أو ككفَّارة أو لإظهار تبجيلهم واحترامهم لشخصٍ ما، وغالبًا ما كان زُعماء القبائل المُختلفة يتبادلونها عند المُفاوضات. يقول الجغرافي وعالم العرقيَّات الألماني فريدريش راتزل في مؤلَّفه حامل عنوان تاريخ البشريَّة، أنَّه خلال عام 1896 كانت أسنان حيتان العنبر أكثر الحليّ مدعاة للمفخرة في فيجي، وكثيرًا ما كان الناس يُعلِّقونها في أعناقهم. لا تزالُ أسنان الحيتان تحتلُّ مكانةً مرموقةً في الثقافة والحياة الفيجيَّة حتى اليوم، وكانت قبل مجيء الأوروبيين عملةً نادرة، أمَّا بعد وصولهم فاضت الأسواق بها ففقدت قيمتها في نظر الكثيرين. وكانت هذه الوفرة إحدى الأسباب الكامنة وراء تطوير فنَّ الرسم والنقش على تلك الأسنان.
بنى الكاتب والروائي الأمريكي هرمان ملڤيل روايته الشهيرة موبي دك على أحداثٍ حقيقيَّة وقعت عندما قام حوت عنبرٍ ذكر بمهاجمة وإغراق السفينة إسكس، وقد ربط ملڤيل بين حوت العنبر الأبيض الذي ذكره في الرواية والكائن لوياثان المذكور في الكتاب المُقدَّس، كما كان ما ذكره عن وحشيَّة الحوت مبني على قدرة الذكور من حيتان العنبر أن تُدافع عن نفسها بشراسة ضدَّ قوارب وسفن الصيد البدائيَّة وأن تتسبب في إغراقها وقتل بحَّارتها. ورد ذكرُ حيتان العنبر أيضًا في رواية جول ڤيرن حاملة عنوان عشرون ألف فرسخ تحت الماء، حيثُ قال أنَّ حيتان العنبر كانت تقتاتُ على حيتانٍ أخرى.
اختارت الجمعيَّة العامَّة لولاية كونيتيكت الأمريكيَّة حوت العنبر ليكون الحيوان الرسمي للولاية عام 1975. وذلك بسبب مُساهمة الحيوان الأساسيَّة في تاريخ الولاية، ولكونه أصبح اليوم في عداد الحيوانات المُعرَّضة للانقراض.

### مُراقبة حيتان العنبر
تُعتبرُ حيتان العنبر من أصعب أنواع الحيتان تعقُّبًا عند هواة مُراقبة الحيتان في بيئتها الفطريَّة، وذلك عائدٌ إلى قُدرتها على الغوص لفتراتٍ طويلة والتنقل لمسافاتٍ بعيدة تحت الماء. لكن على الرغم من ذلك، فإنَّ هذه الحيتان تُعتبرُ إحدى الأنواع المُفضَّلة عند هواة المُراقبة، وذلك بسبب شكلها المُميَّز وحجمها الهائل. غالبًا ما يستعمل مُراقبي حيتان العنبر مُكبِّرات صوتٍ مائيَّة (هيدروفونات) للإصغاء لطقطقات الحيتان لتحديد موقعها قبل أن تظهر على السطح. من أبرز الأماكن لمُراقبة حيتان العنبر: بلدة كايكورا في الجزيرة الجنوبيَّة لنيوزيلندا، وقرية أندينس ومدينة ترومسو في شمال النرويج؛ بالإضافة لجُزر الآزور حيث الجرف القاريّ ضيّقٌ لدرجةٍ يُمكن معها مُراقبةُ الحيتان من الشاطئ، وجزر الدومينيكا، حيثُ يجري مشروعٌ علميّ طويل الأمد منذ سنة 2005 يهدفُ إلى دراسة حيتان العنبر، ويُعرف ياسم «مشروع حيتان العنبر الدومينيكي».

### حواشٍ
- أ حتى عام 1974 كان الاسم العلميّ لحوت العنبر هو P. catodon. وفي ذلك العام، أفاد بعض العُلماء أنَّ الاسم الأصح يجب أن يكون P. macrocephalus، مُغيرين بذلك اسم الجنس Physeter الذي وضعه لينيوس ليُصبح P. catodon. أمَّا سبب هذا التغيير فسببه أنَّ الاسمان كانا مُترادفان نُشرا في ذات الوقت قديمًا. وقد تمَّ اختيار P. macrocephalus بدلًا من P. catodon، بناءً على العرف القائل بتفضيل الاسم المُصاغ أولًا. اعتُمد هذا الاسم العلمي مُنذ ذلك الحين عند أغلب العُلماء والمُصنفين، على الرغم من أنَّ البعض قال بأنَّ macrocephalus نُشر بلا وصفٍ دقيق وبالتالي فإنَّ اسم النوع catodon هو وحده الصحيح. حاليًّا، يُستخدمُ الاسم P. catodon في فهرس الحياة. غير أنَّه من المُتوقع أن يتغيَّر هذا الأمر وأن يتبع الفهرس آخر ما نصَّ عليه نظام المعلومات التصنيفيَّة المُتكاملة، الذي غيَّر الاسم العلمي مؤخرًا من P. catodon إلى P. macrocephalus باتباع النقاشات التي جرت سنة 2008 بين عدَّة خبراء حول هذا الموضوع.[12][168][169][170][171][172]